# Bildtafel der Ortstafeln
Diese Bildtafel der Ortstafeln zeigt eine Auswahl der weltweit verwendeten Ortstafeln. Die Sortierung erfolgt dabei alphabetisch.

## Ortstafeln weltweit

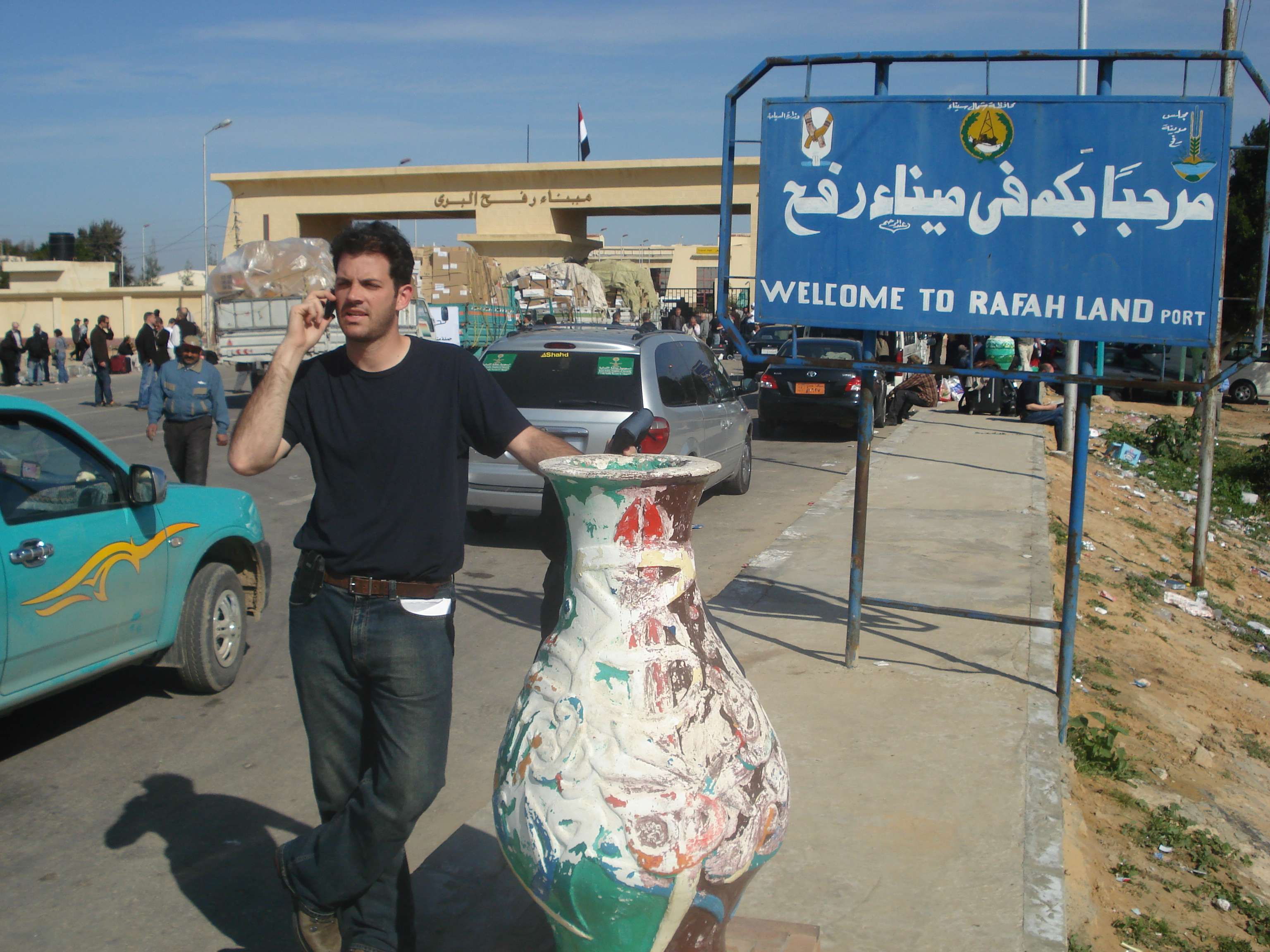
Ägypten
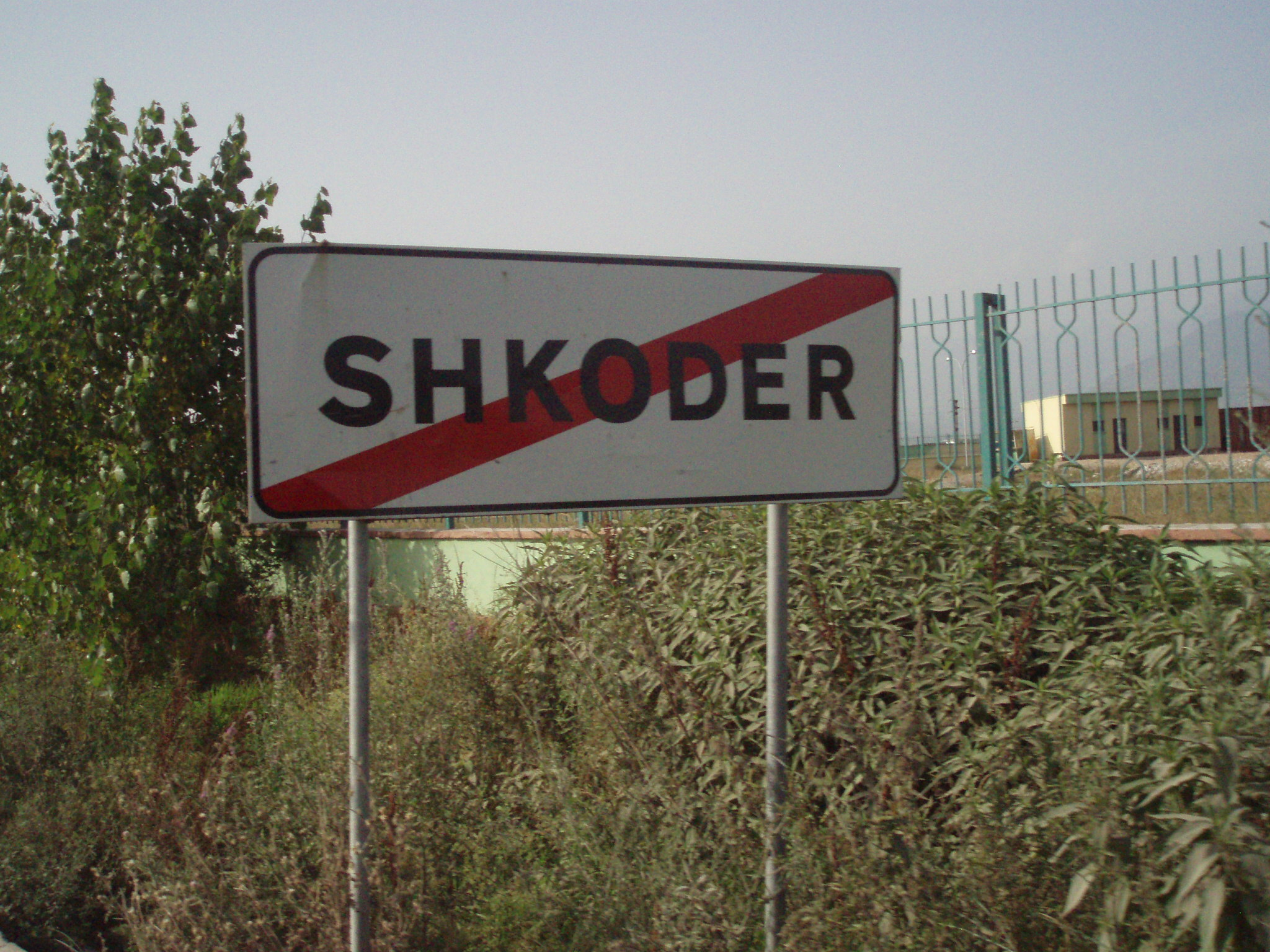
Albanien
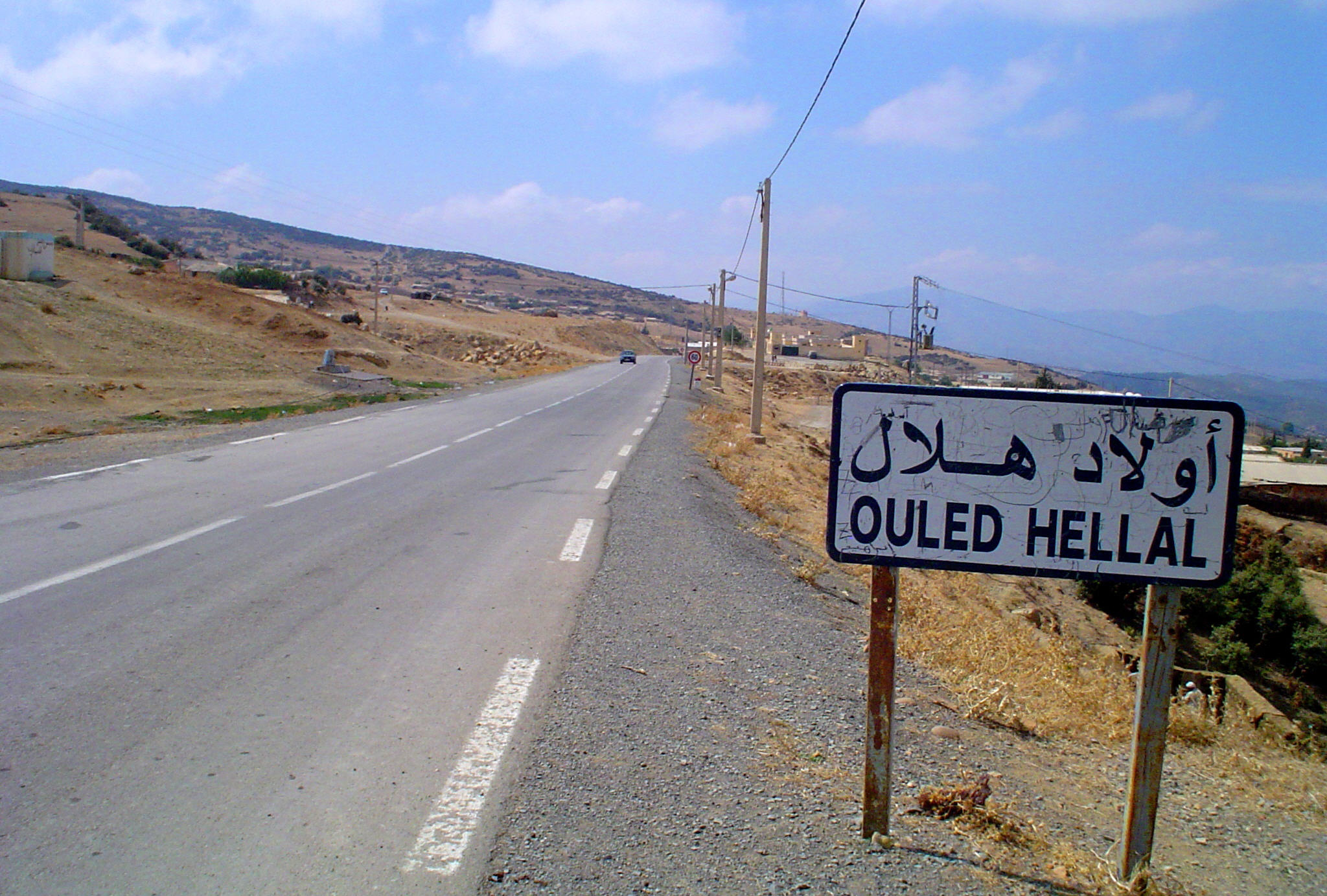
Algerien
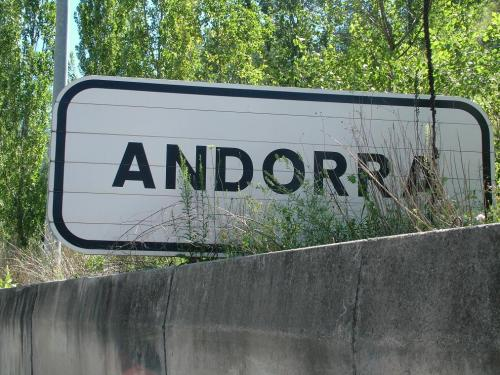
Andorra
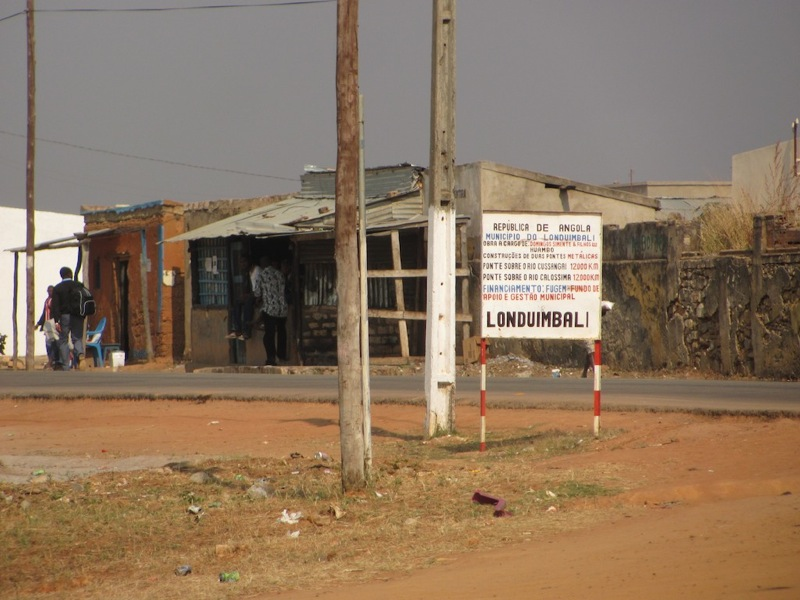
Angola
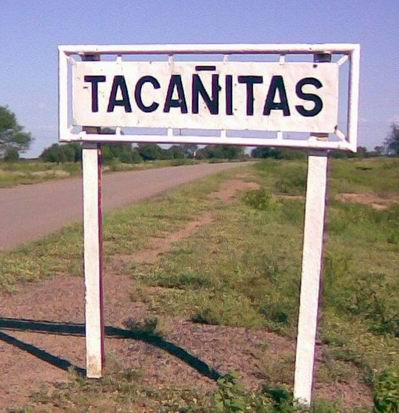
Argentinien
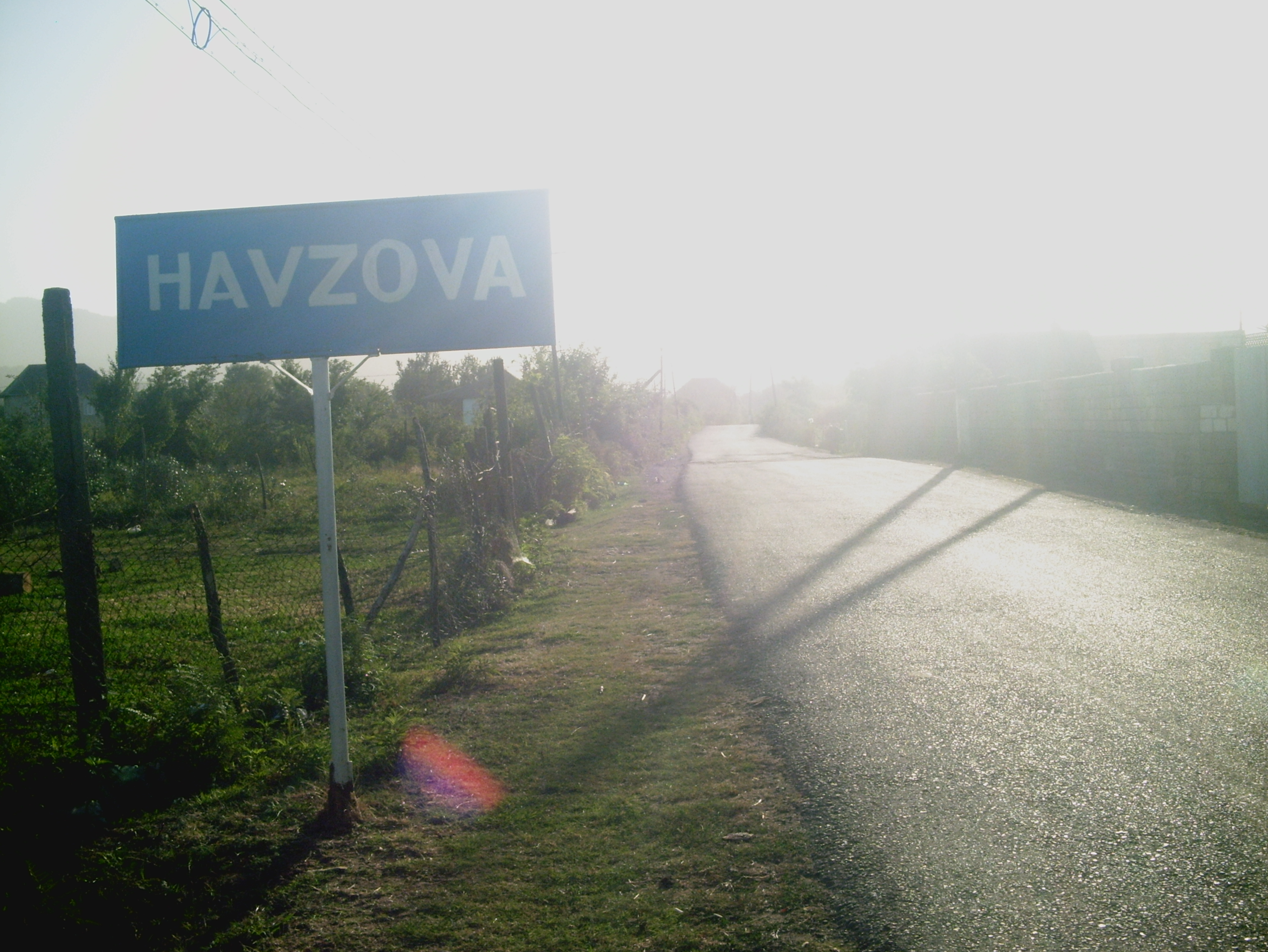
Aserbaidschan
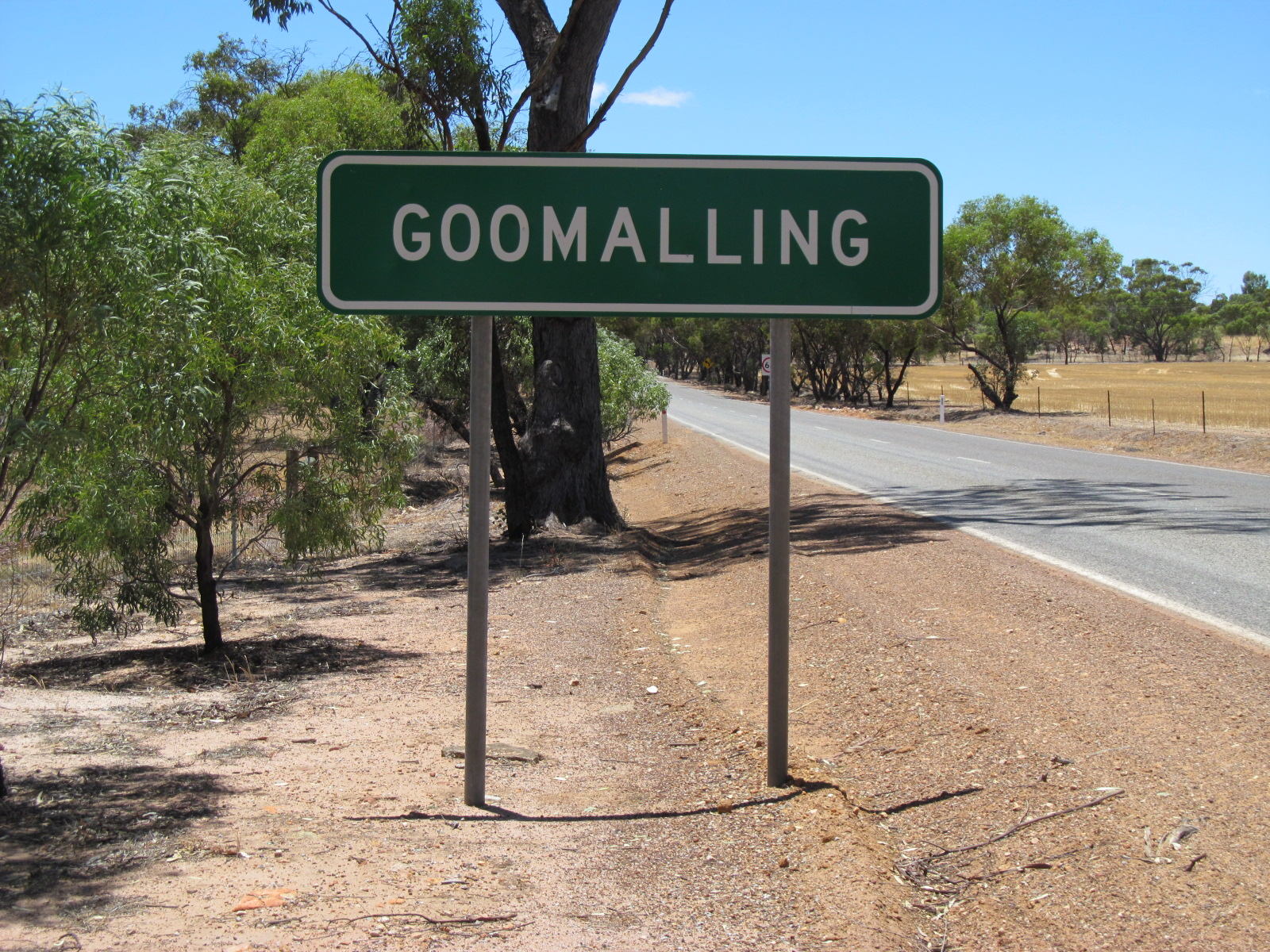
Australien
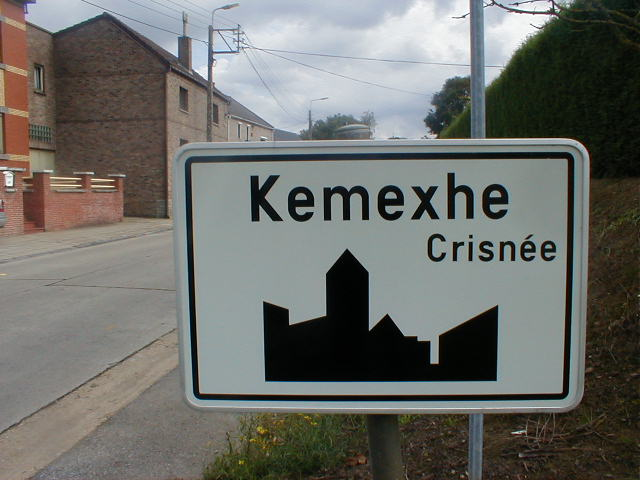
Belgien
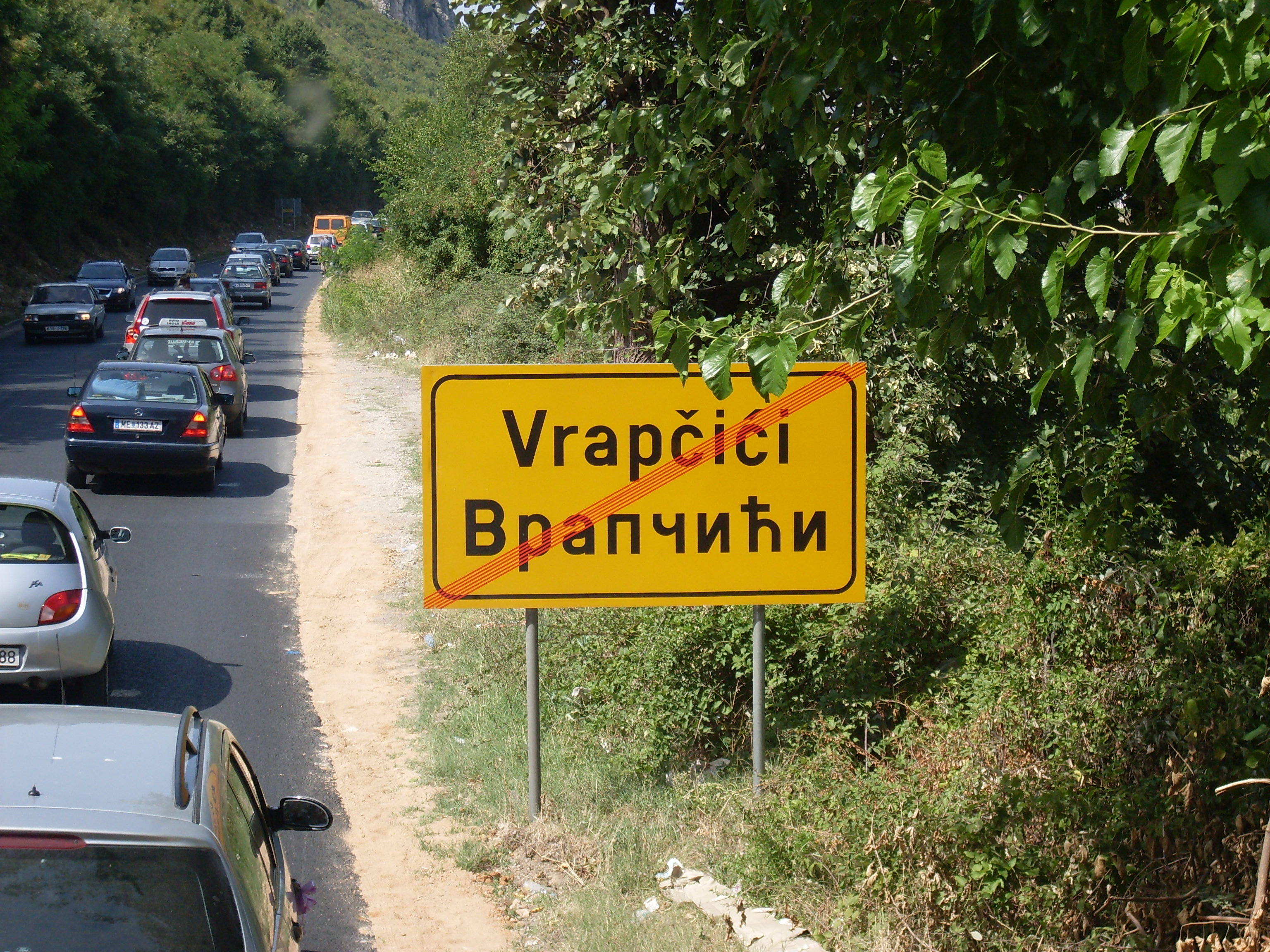
Bosnien und Herzegowina
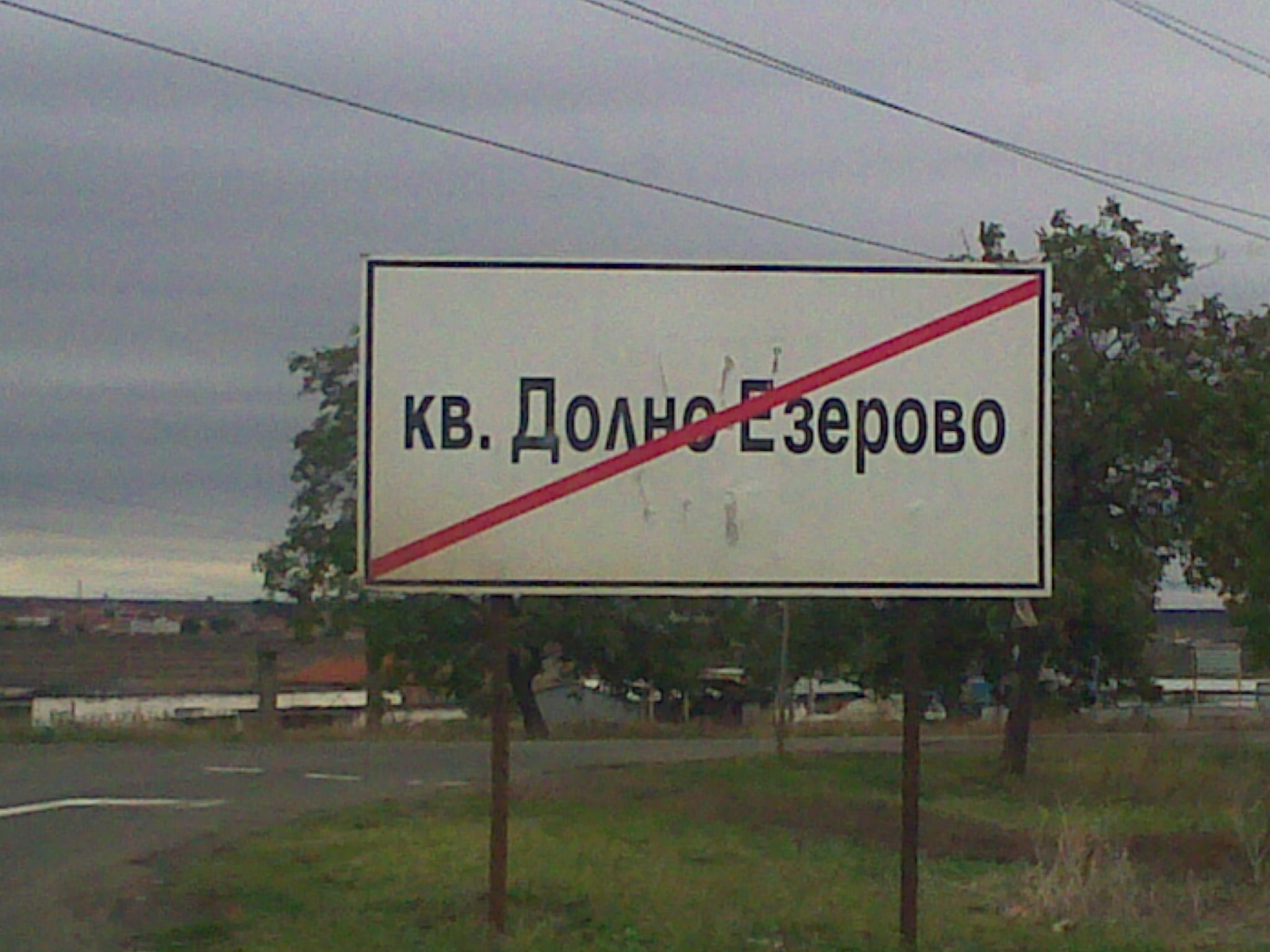
Bulgarien
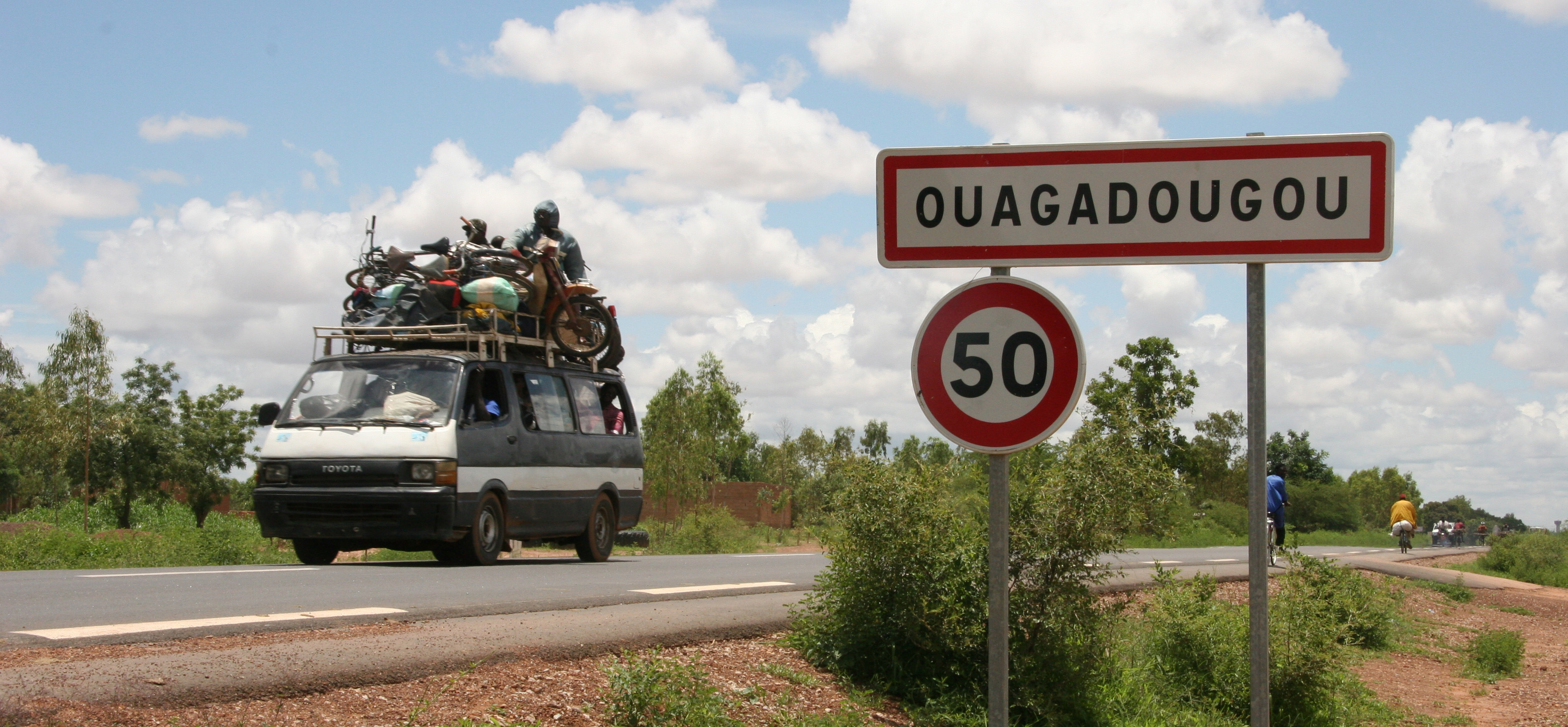
Burkina Faso
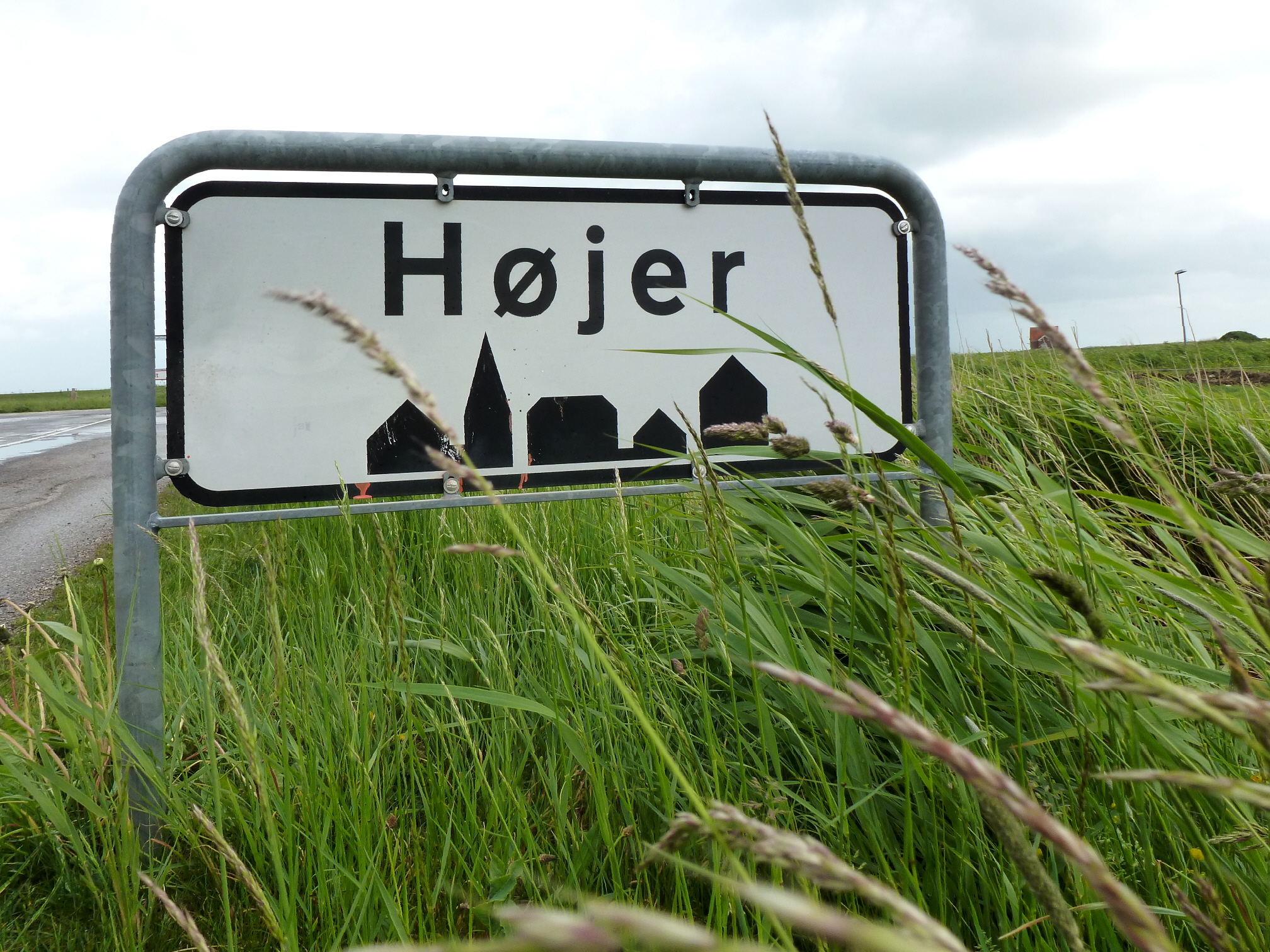
Dänemark
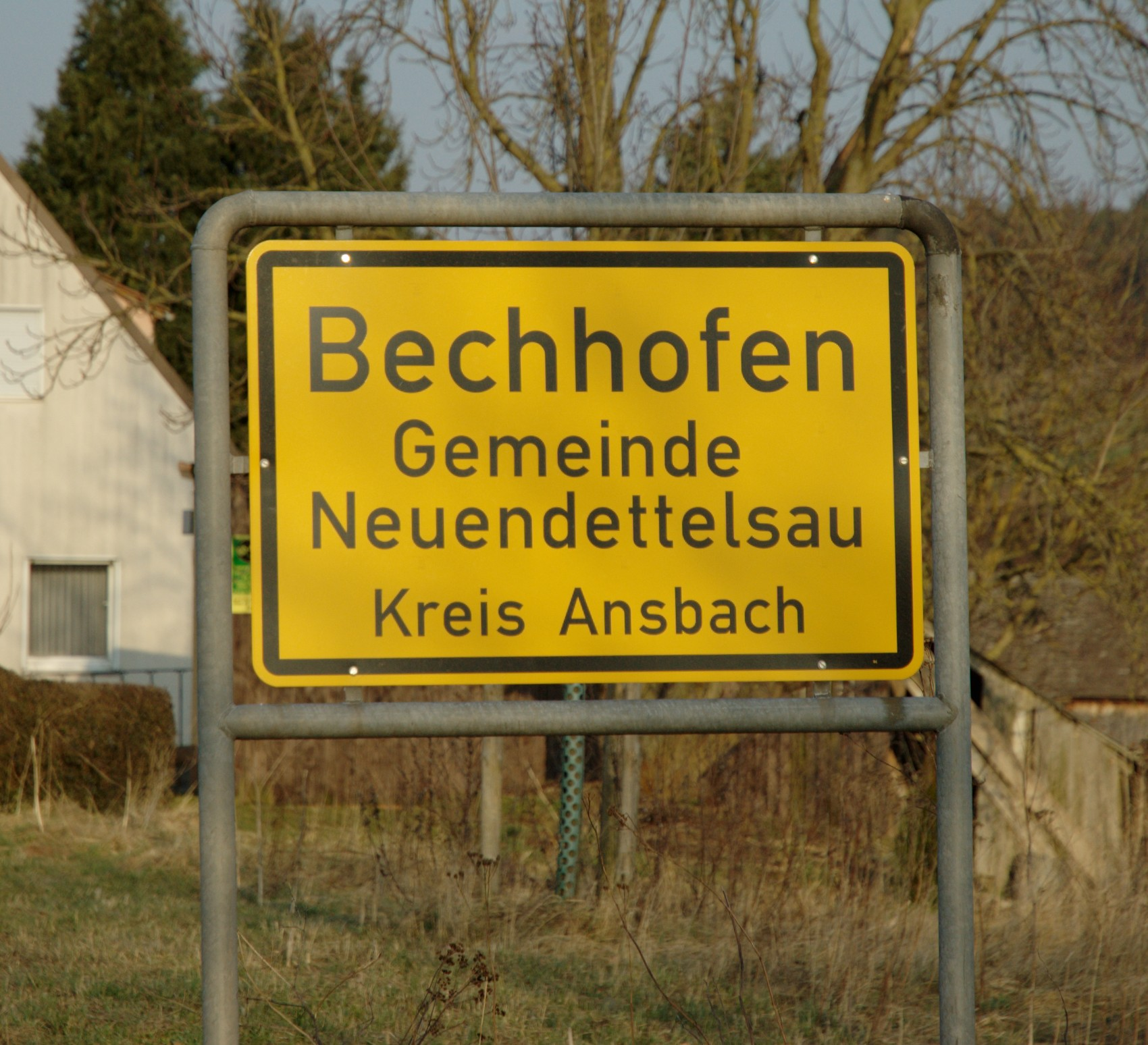
Deutschland
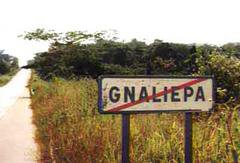
Elfenbeinküste
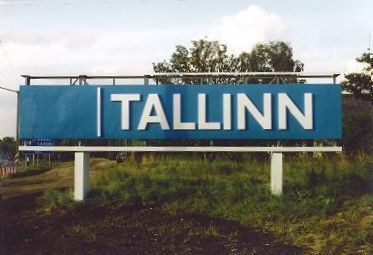
Estland
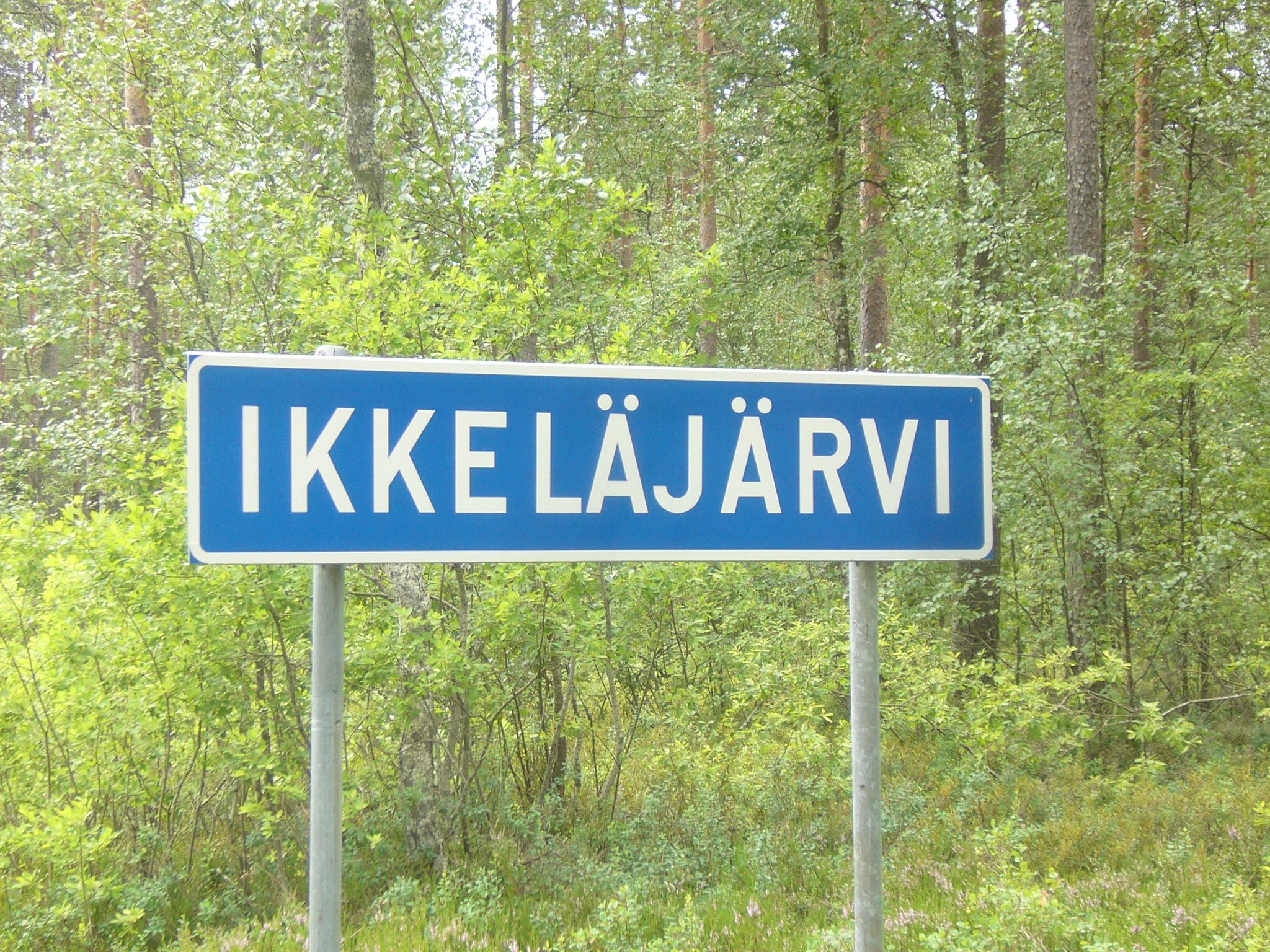
Finnland
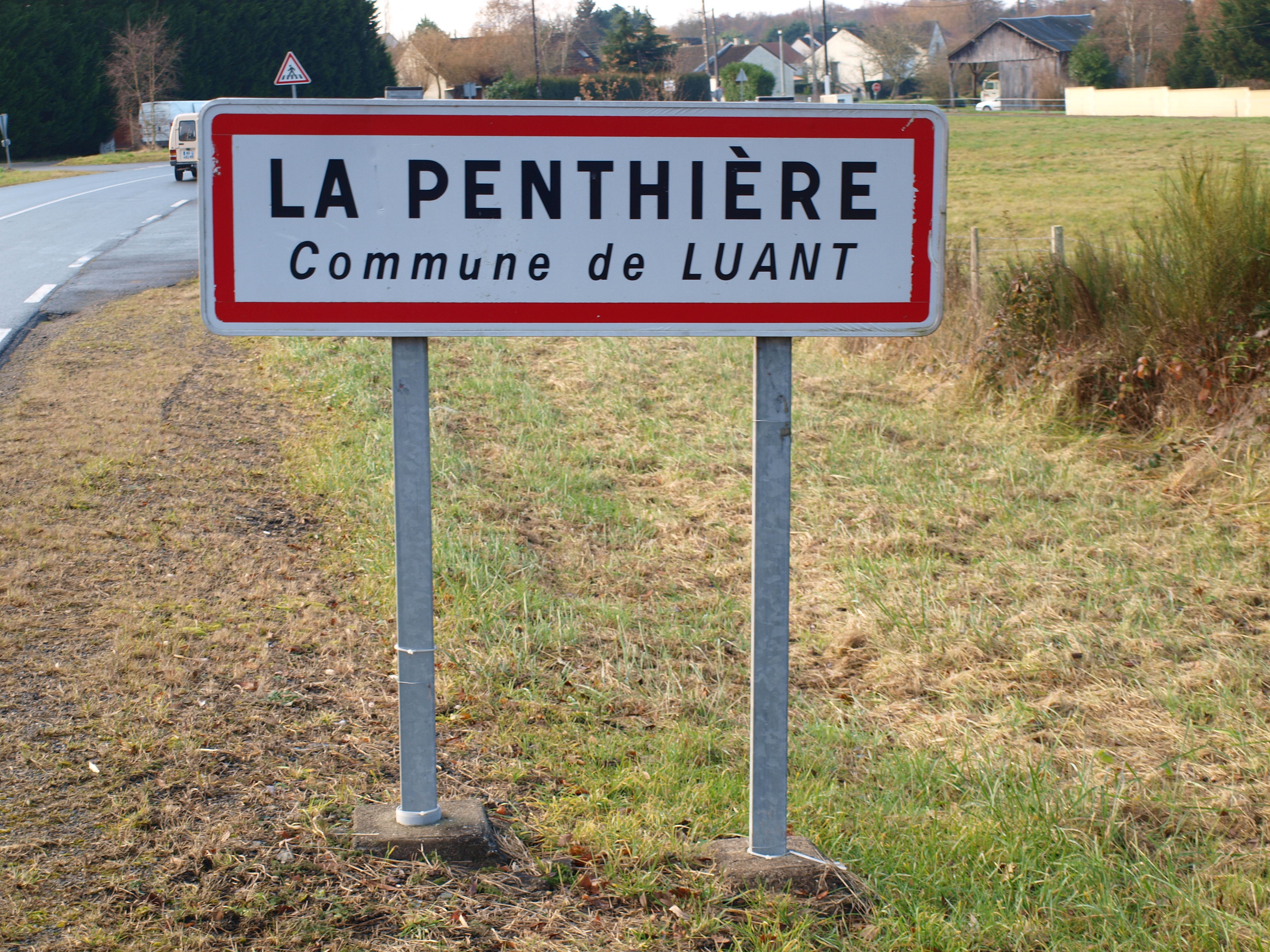
Frankreich
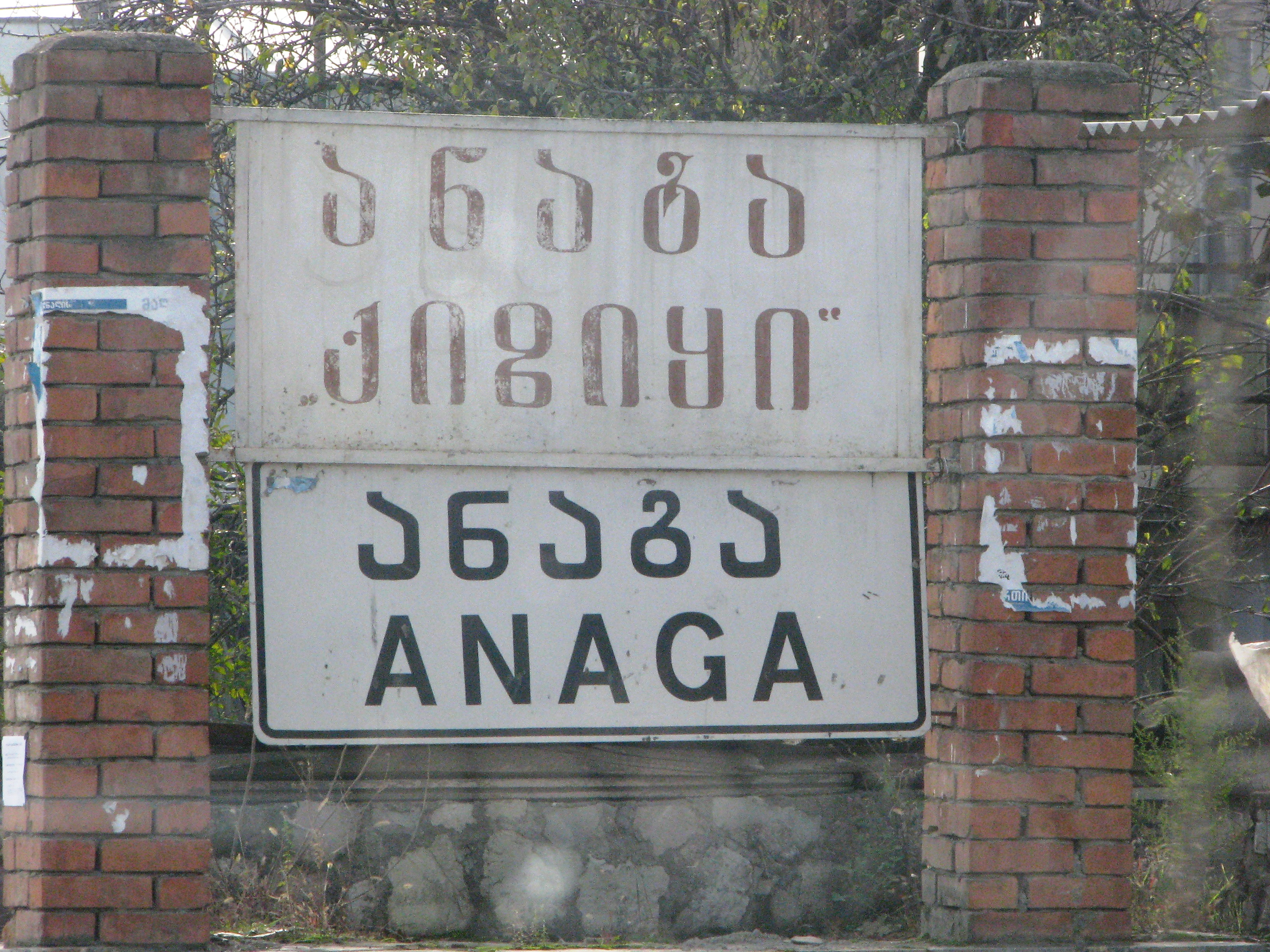
Georgien
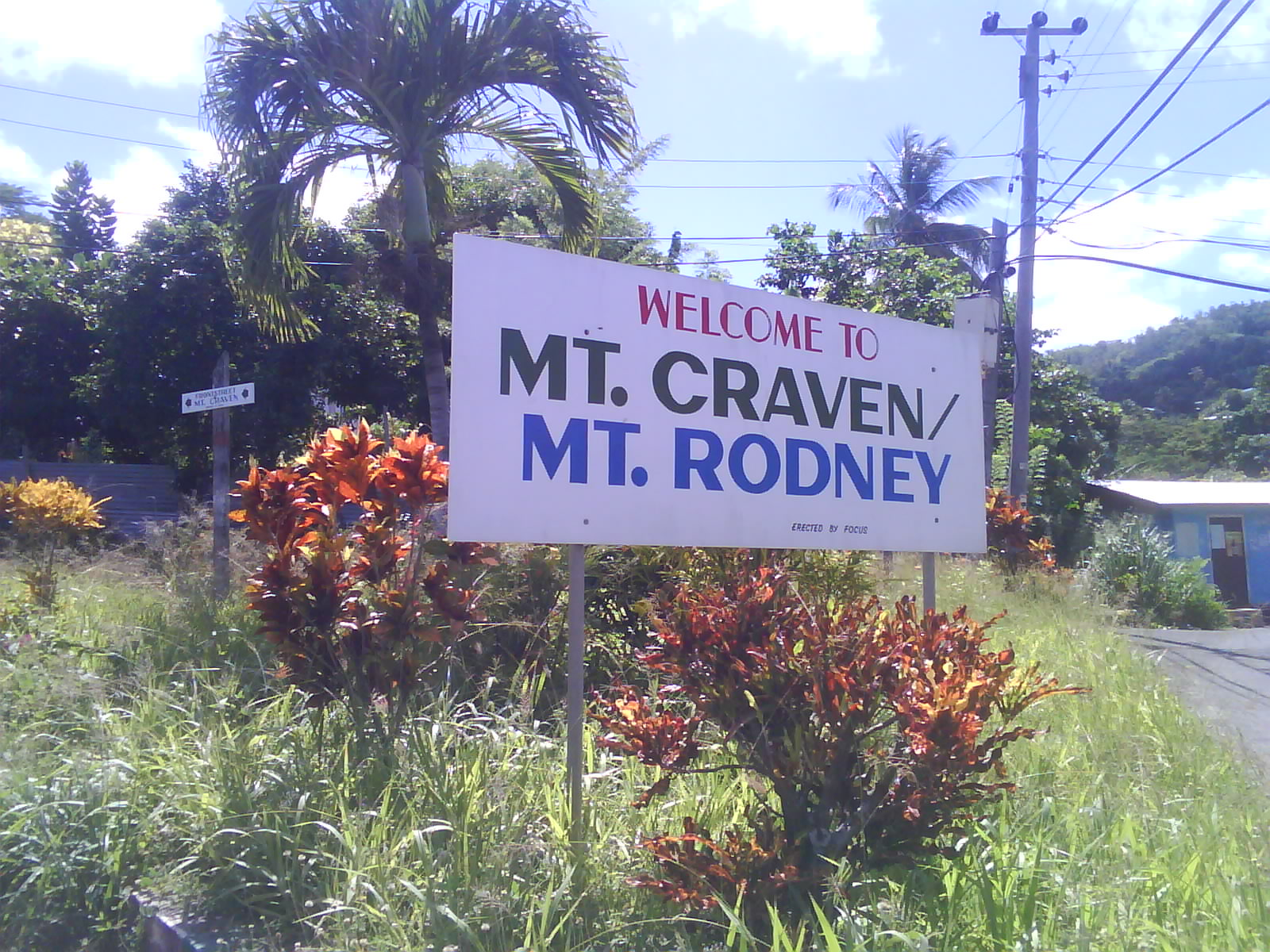
Grenada
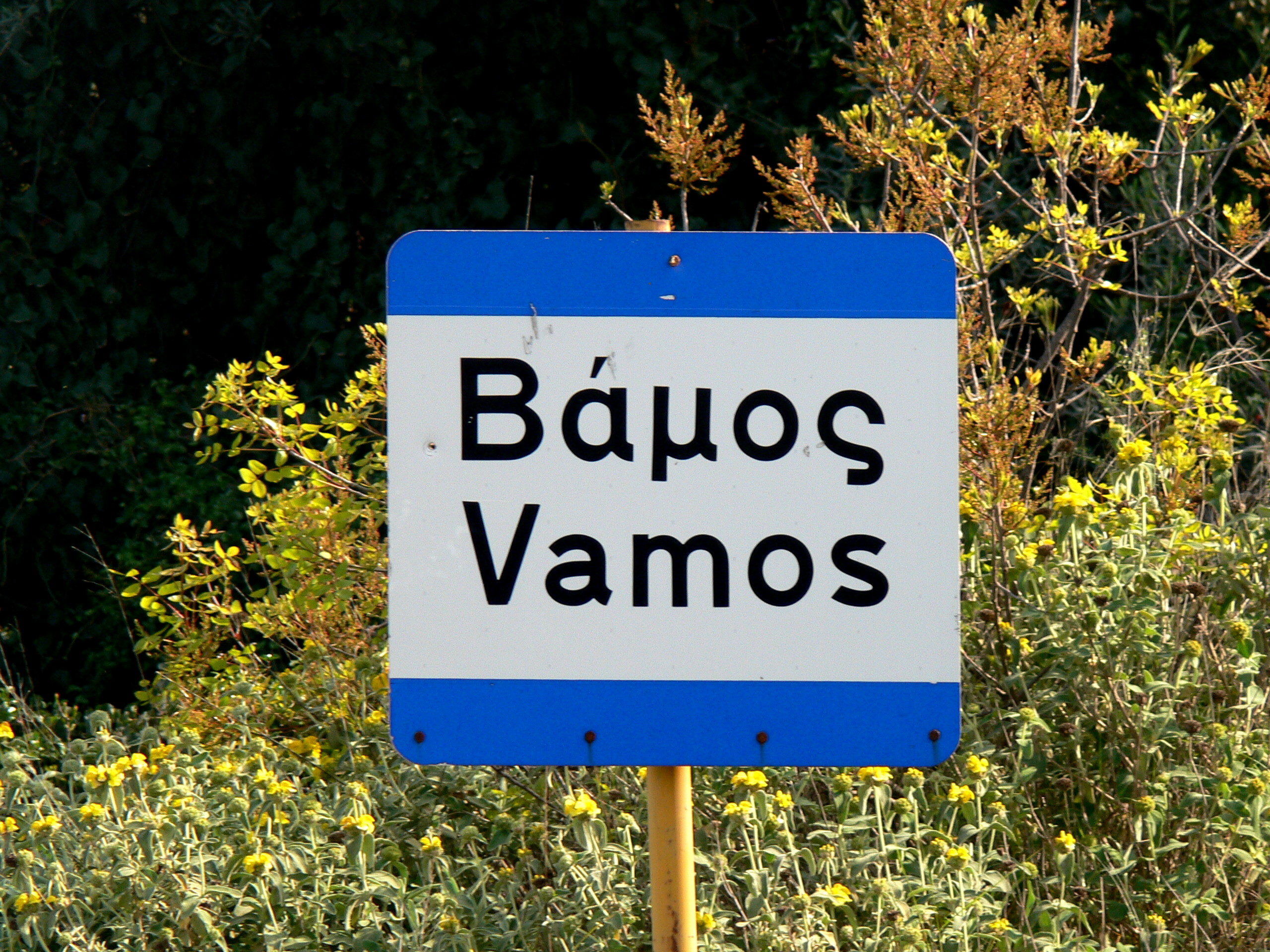
Griechenland
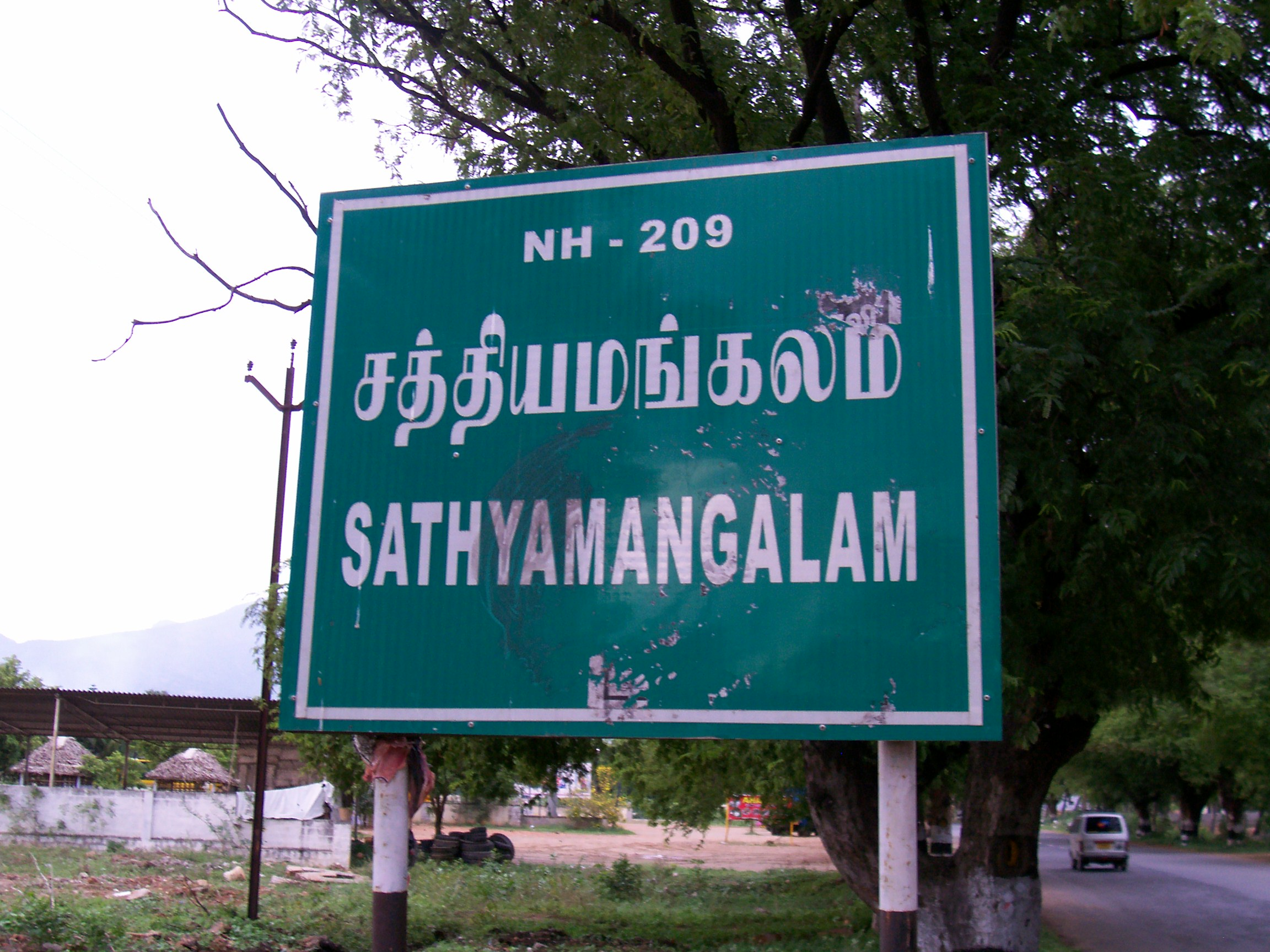
Indien
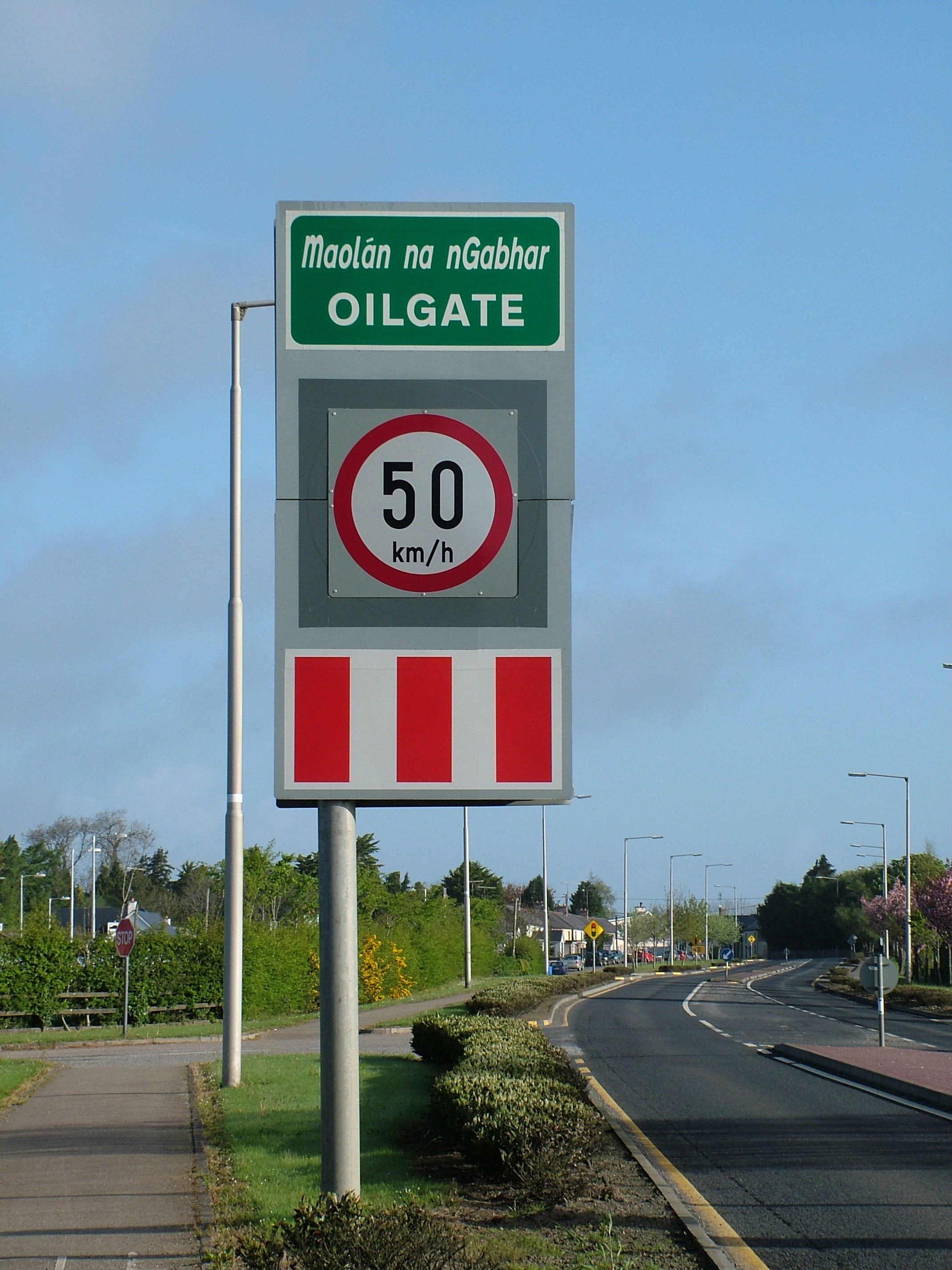
Irland
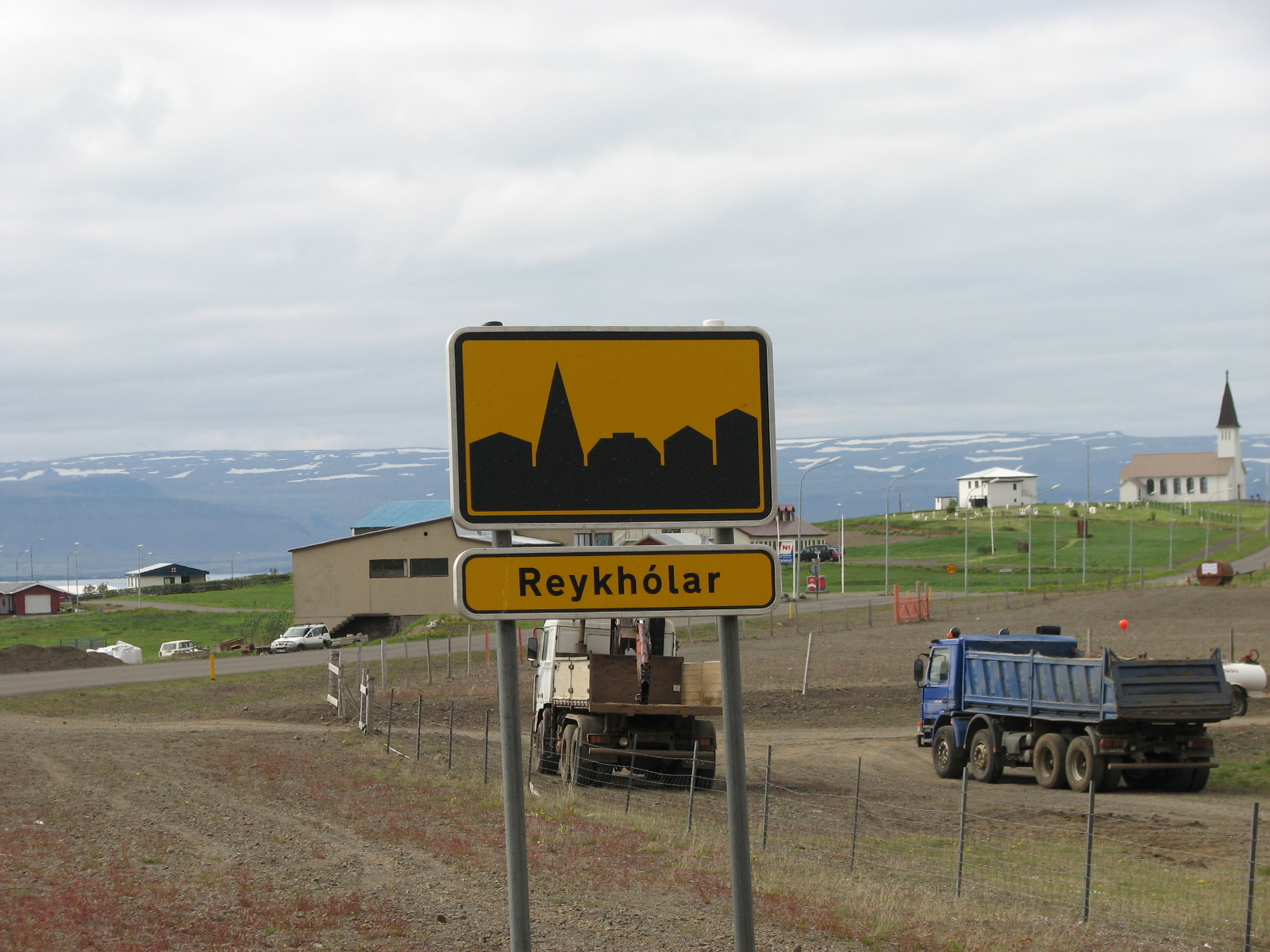
Island
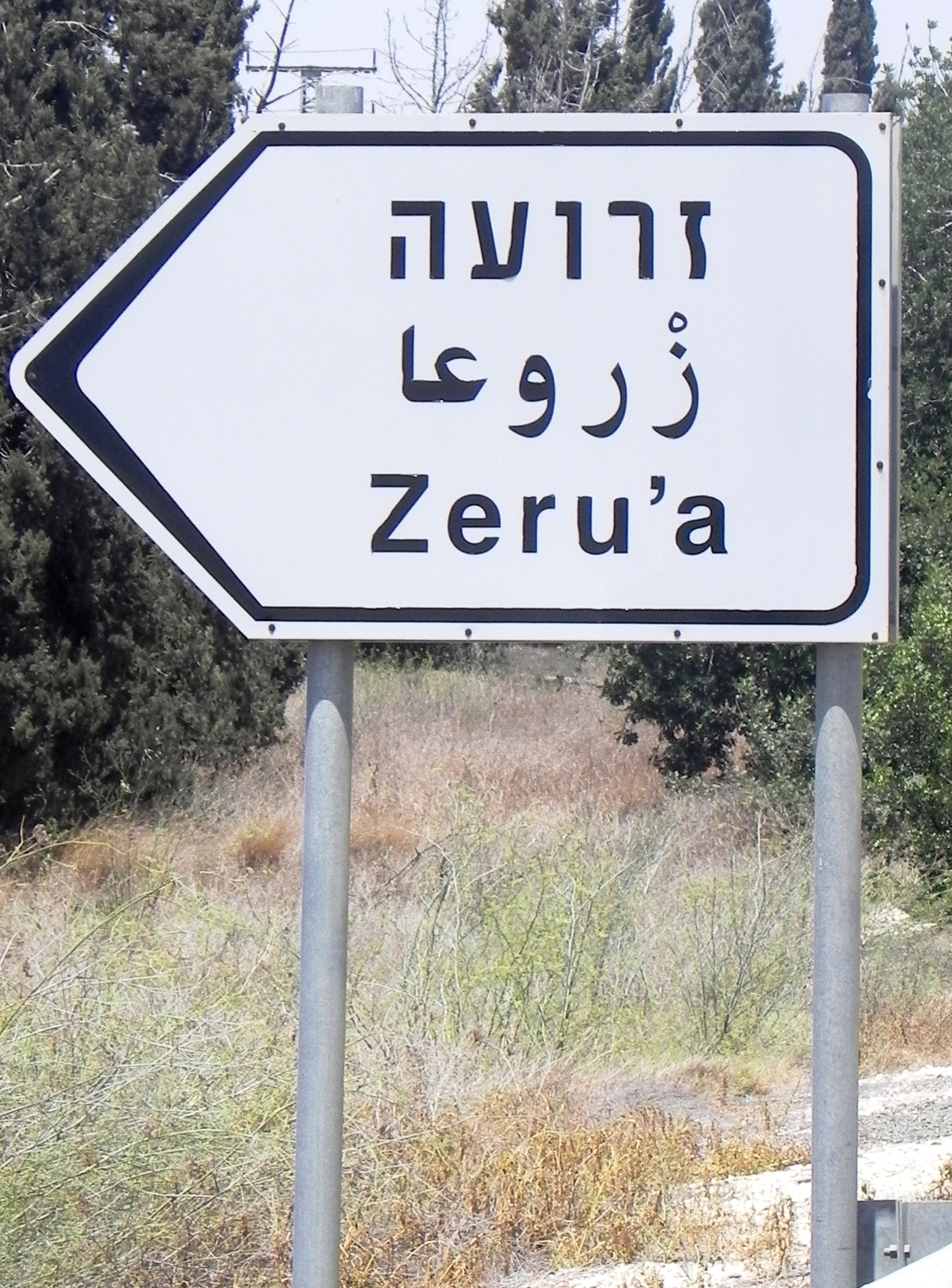
Israel
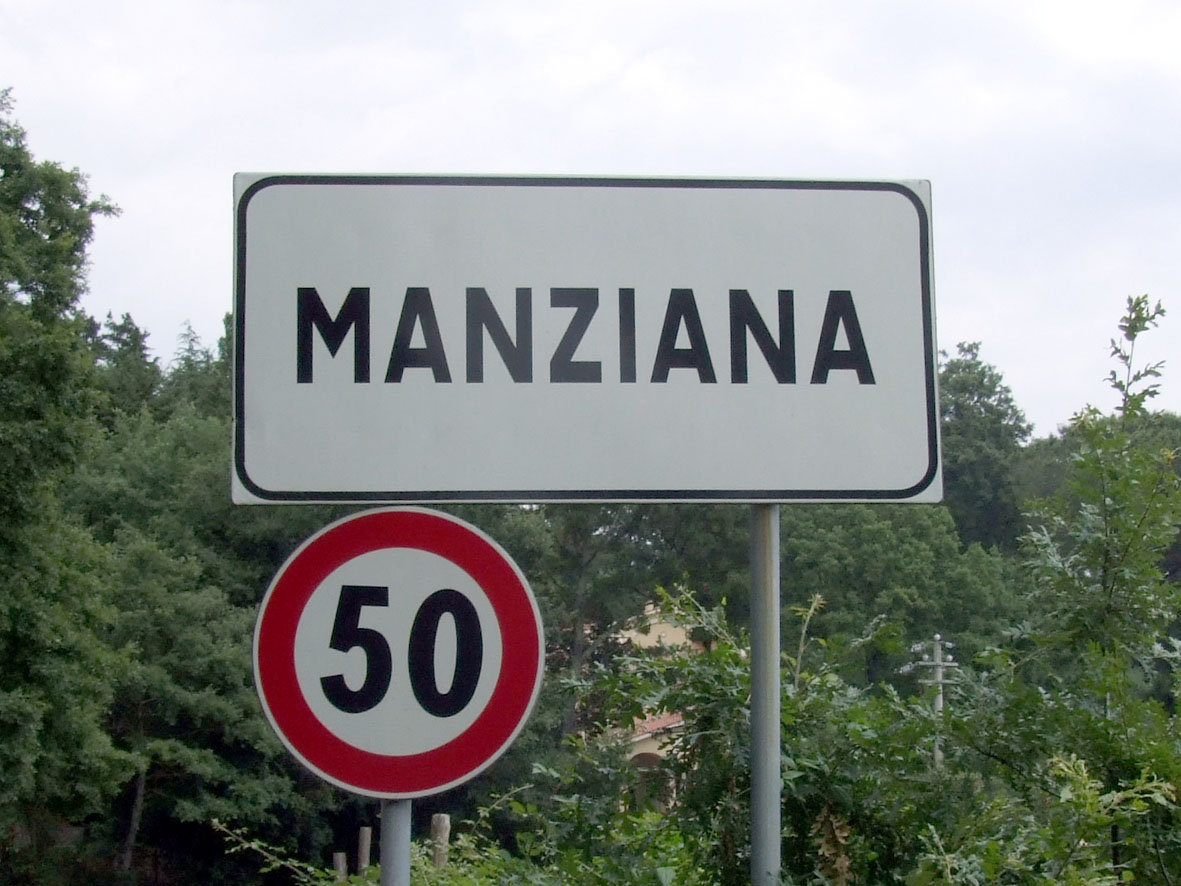
Italien
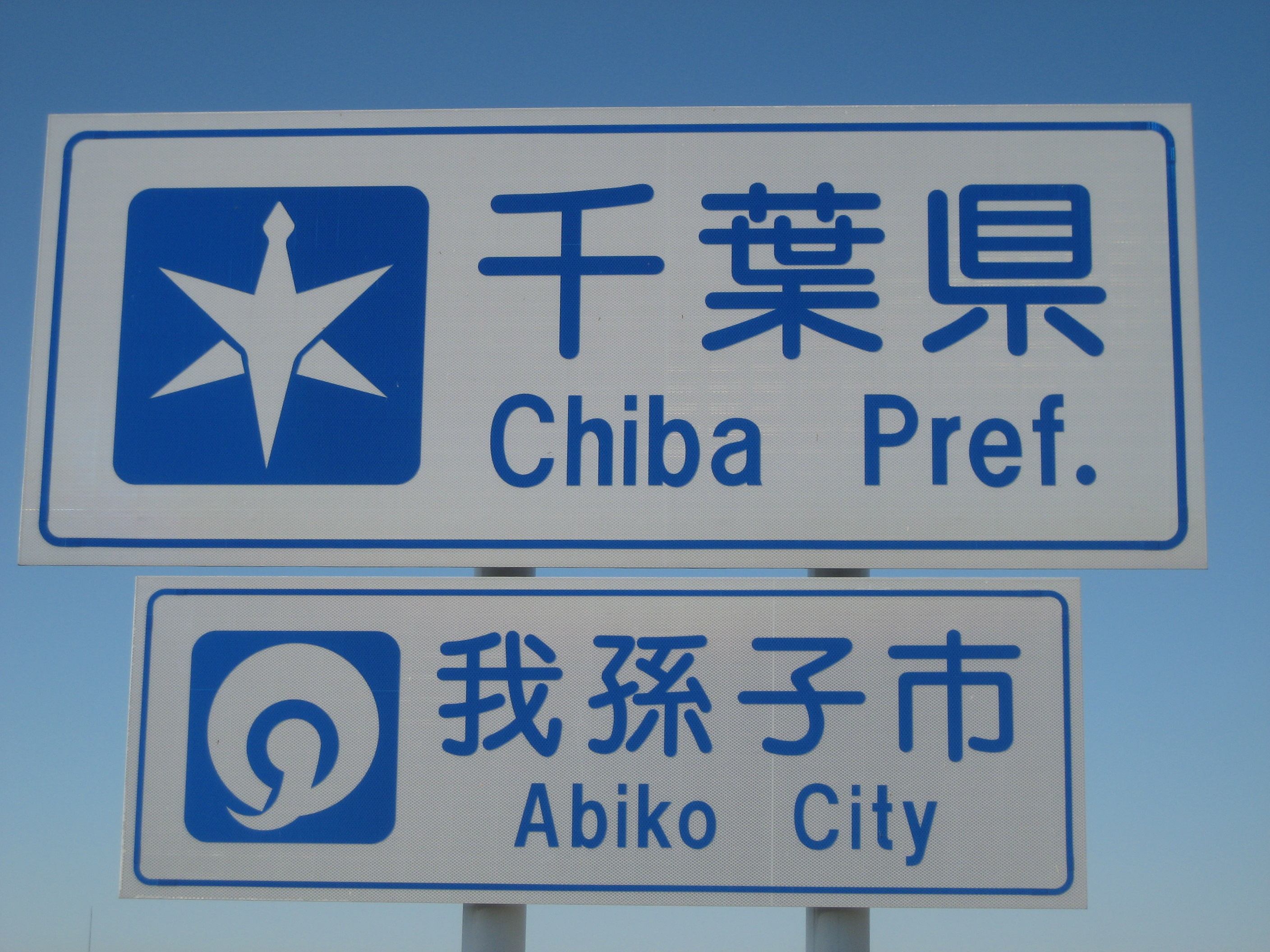
Japan
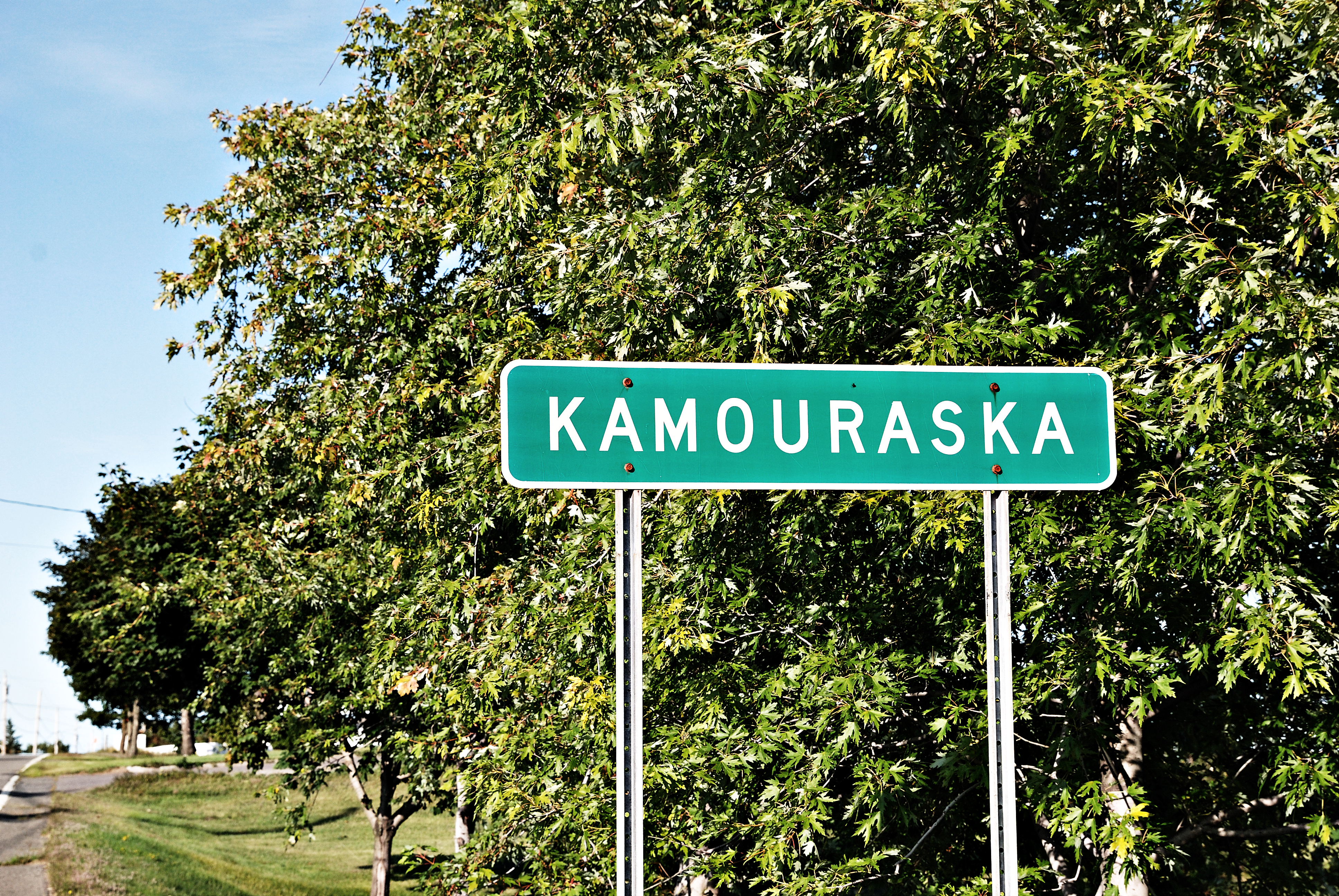
Kanada
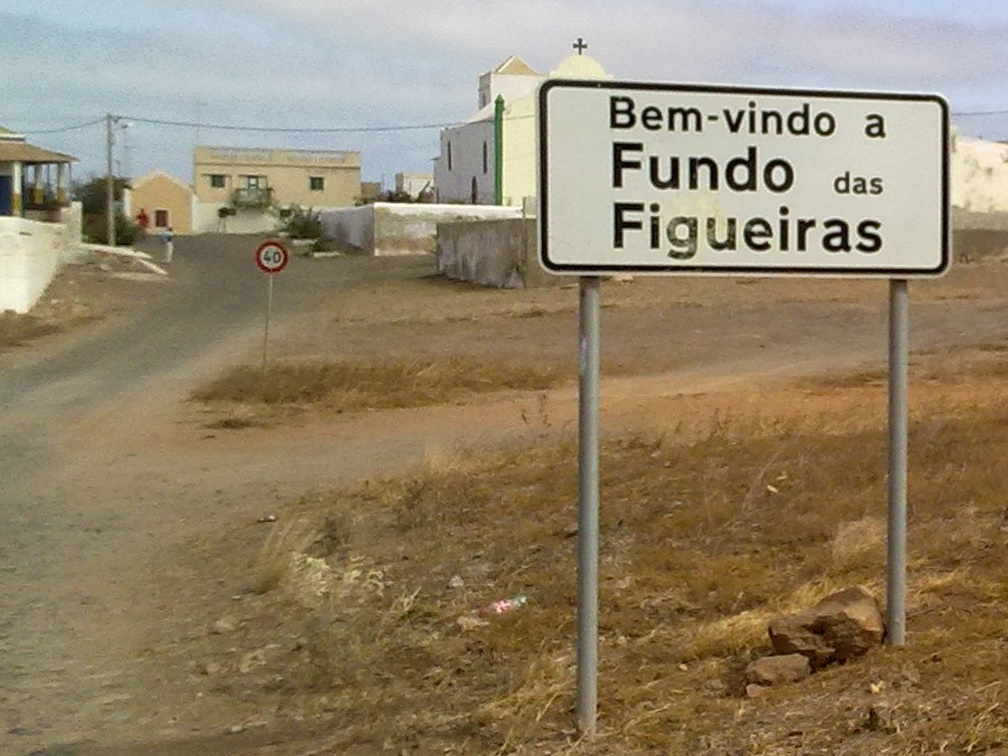
Kap Verde
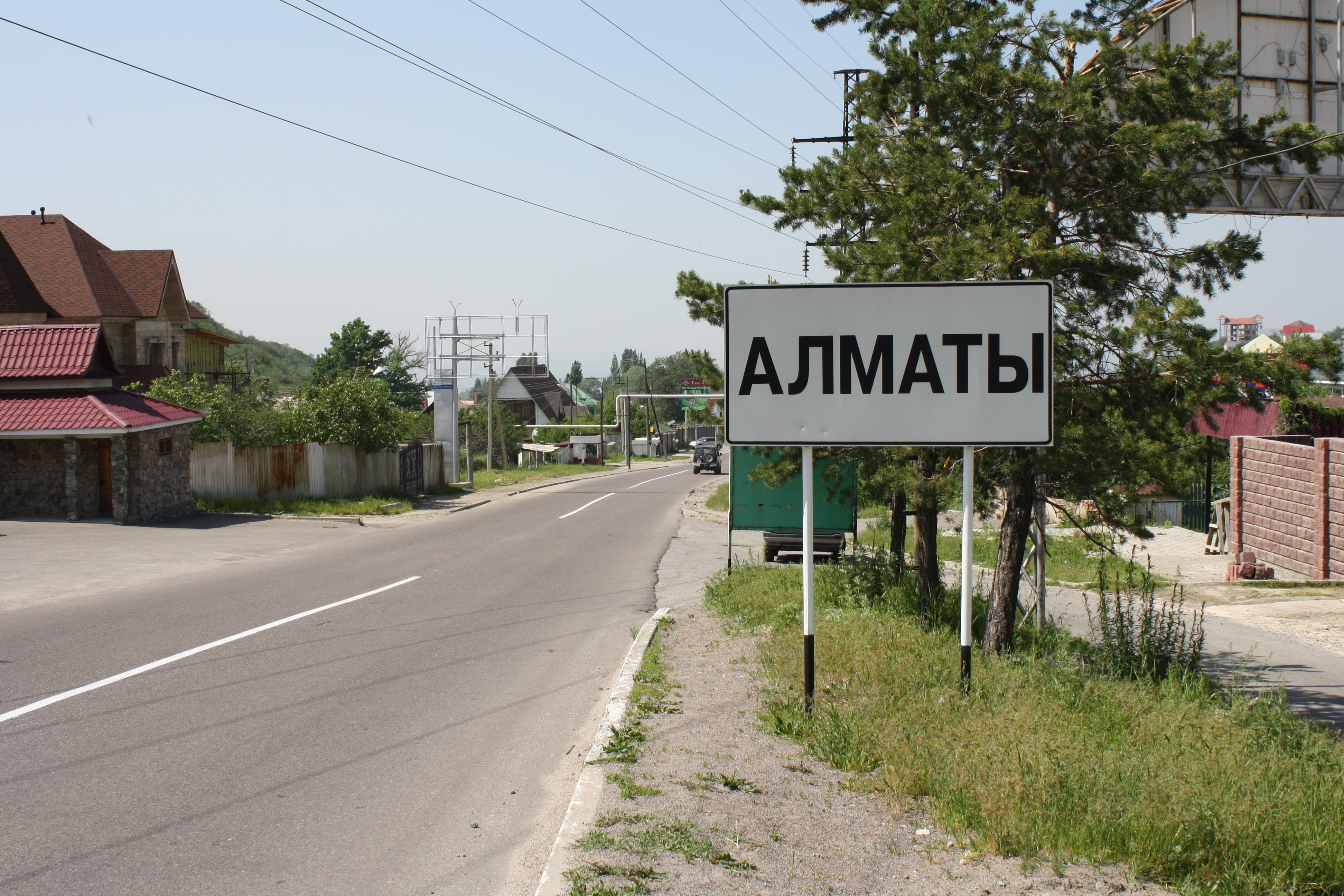
Kasachstan
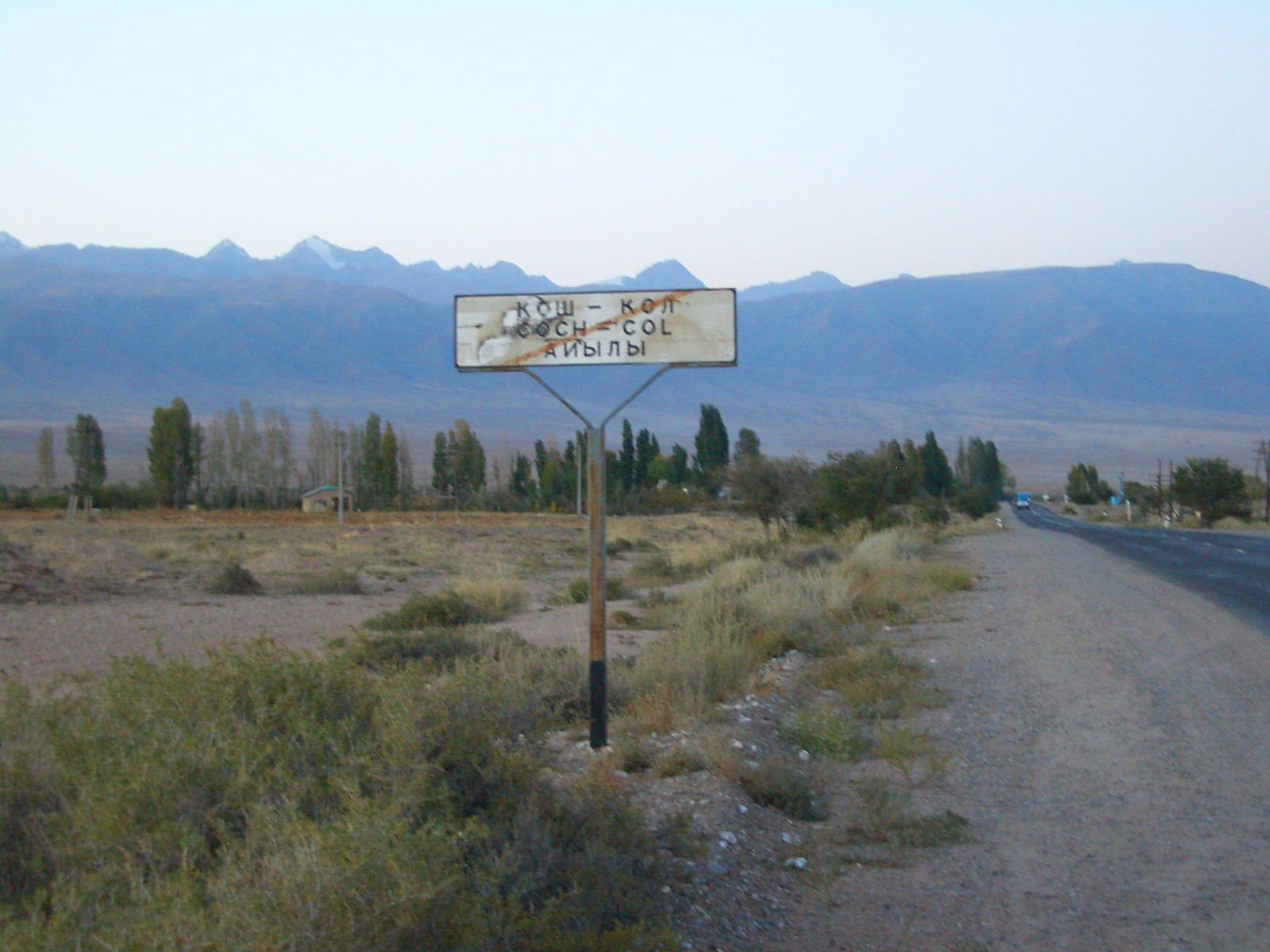
Kirgisistan
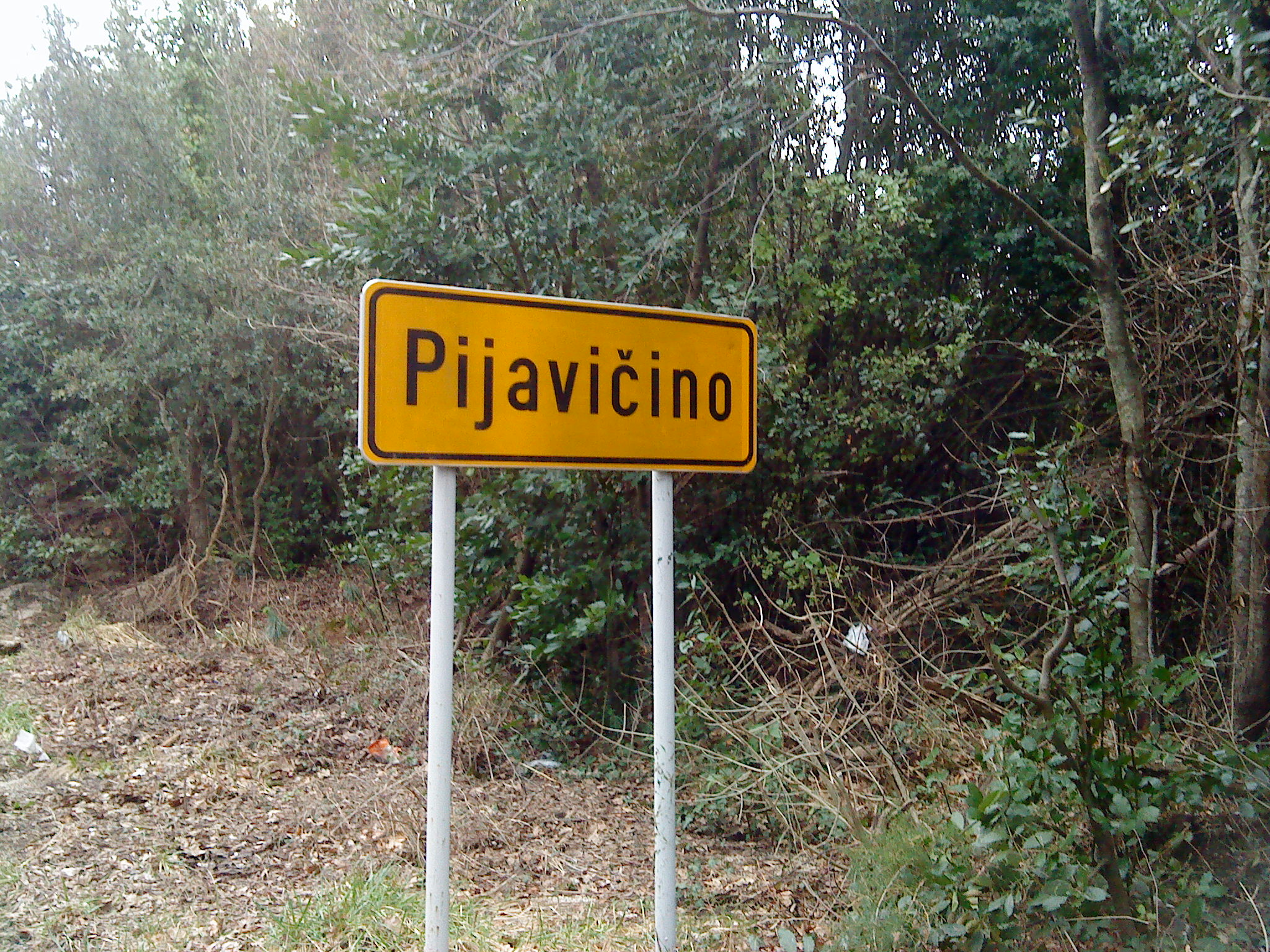
Kroatien
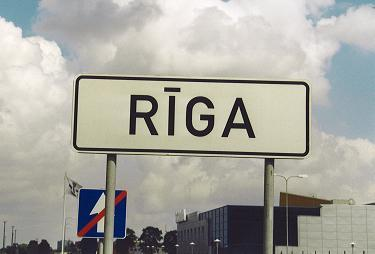
Lettland
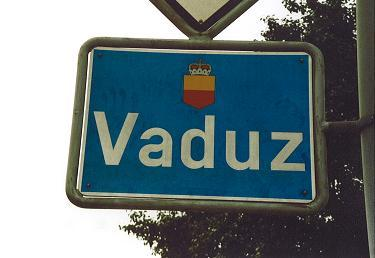
Liechtenstein
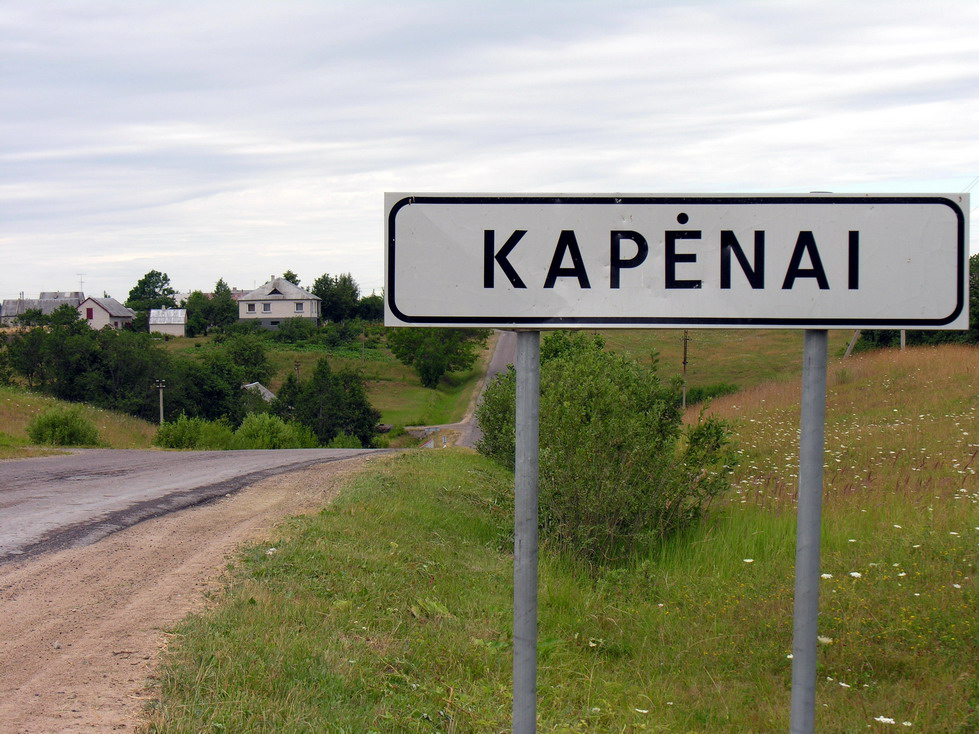
Litauen
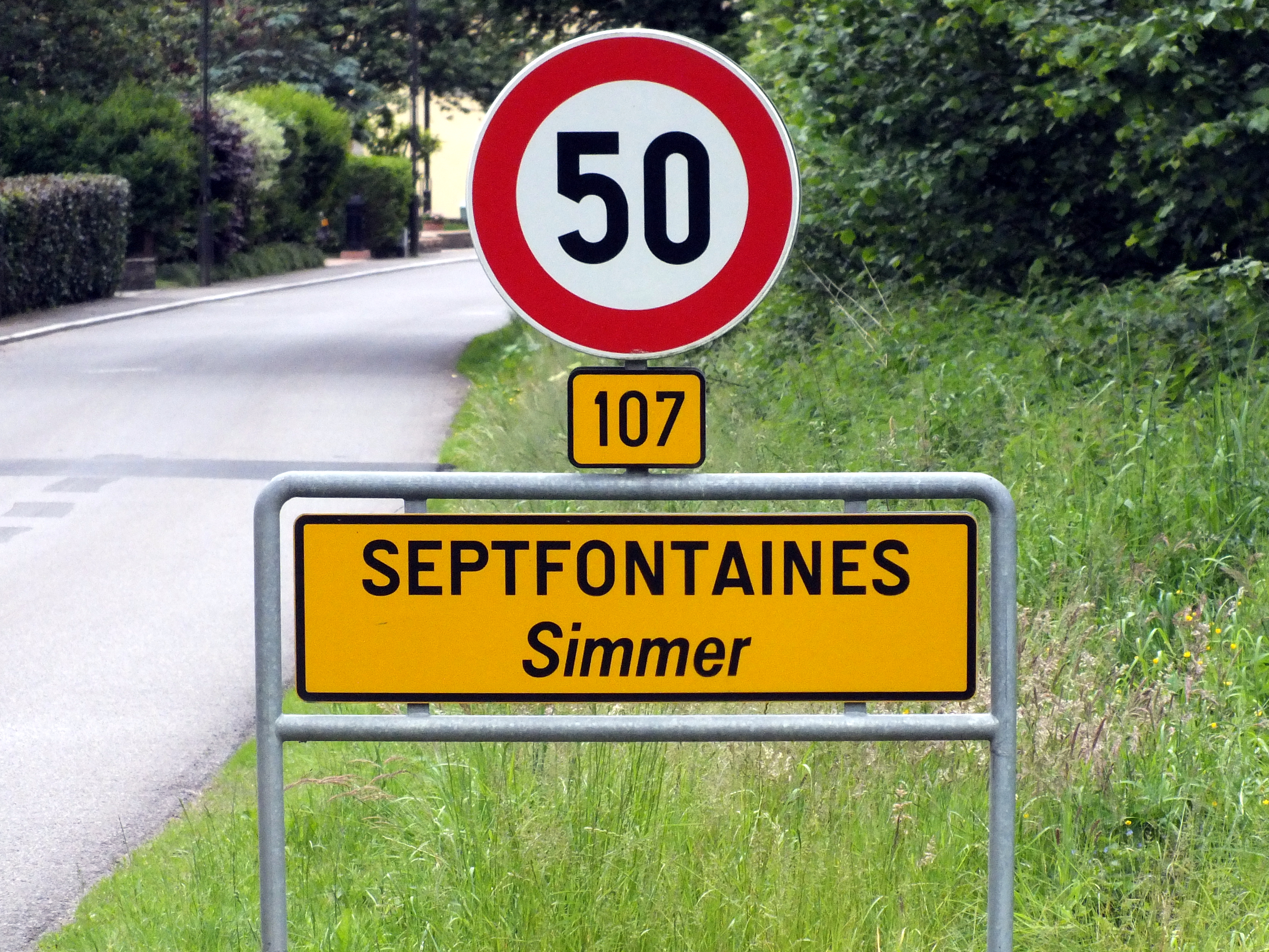
Luxemburg
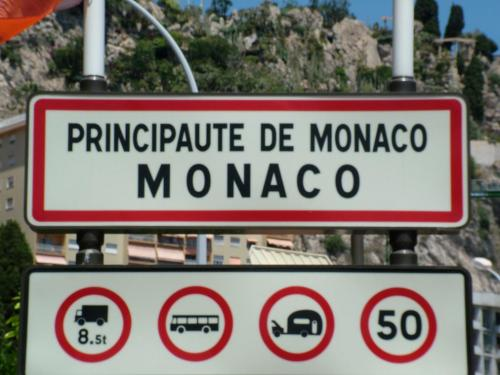
Monaco
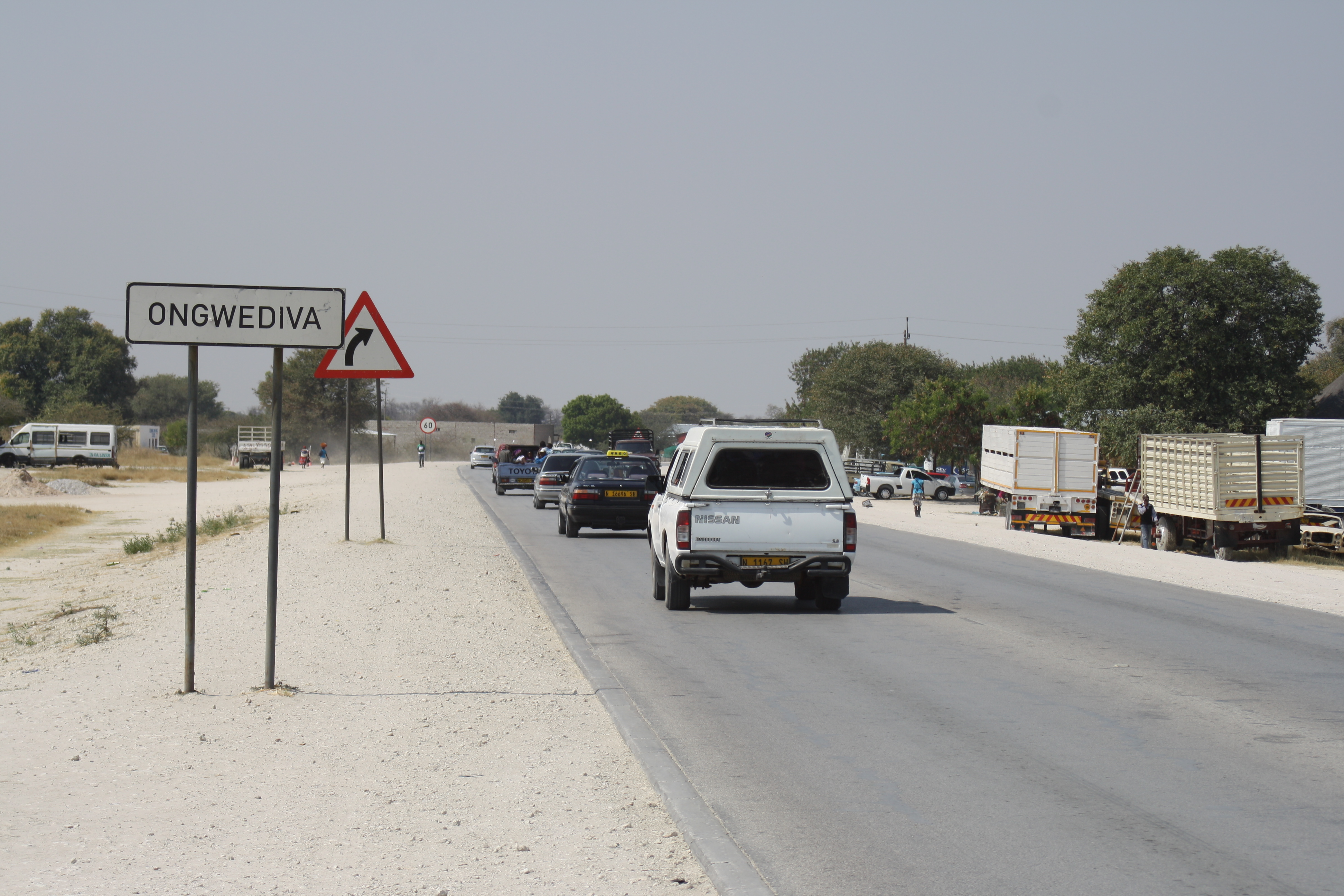
Namibia
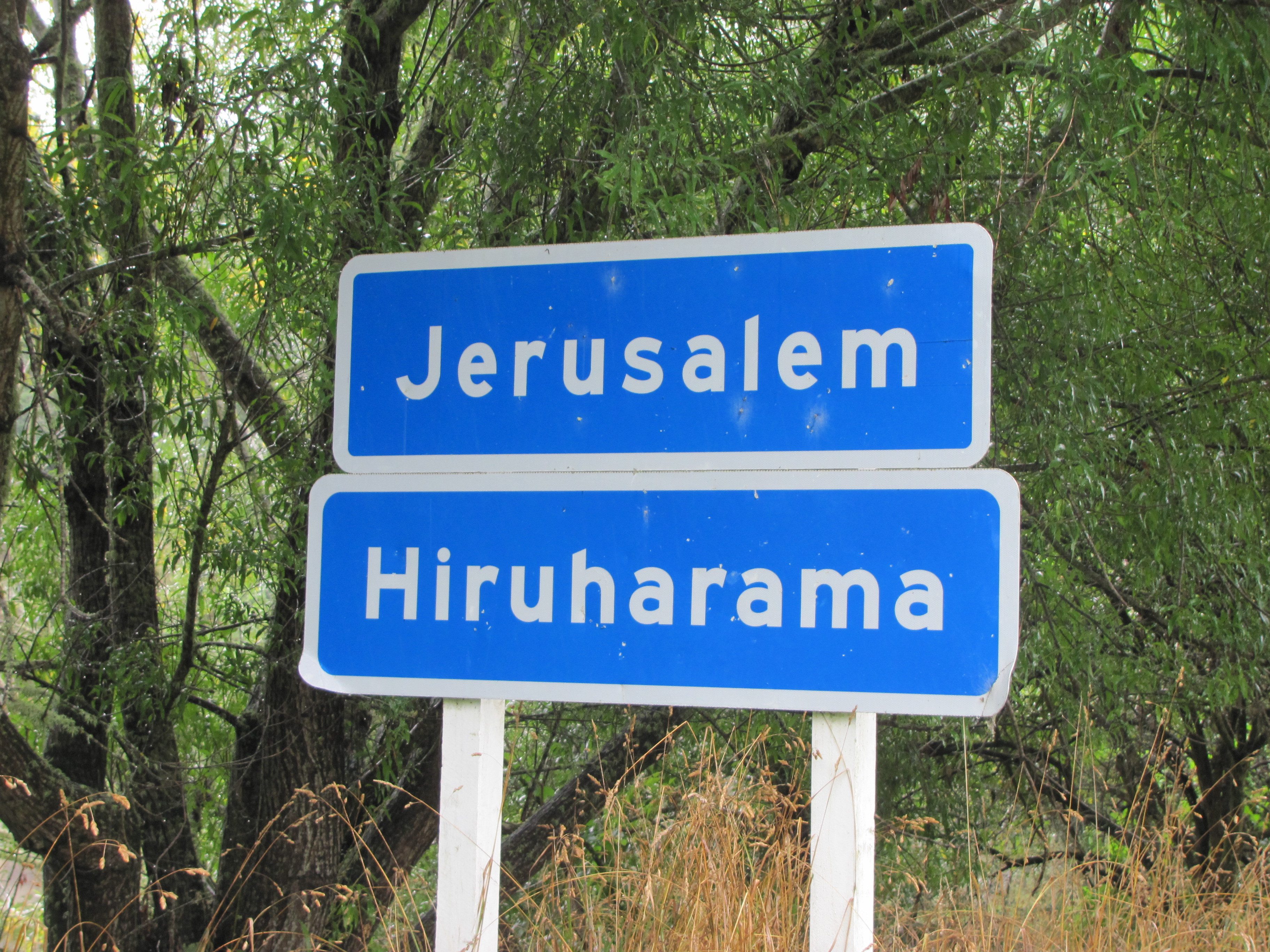
Neuseeland
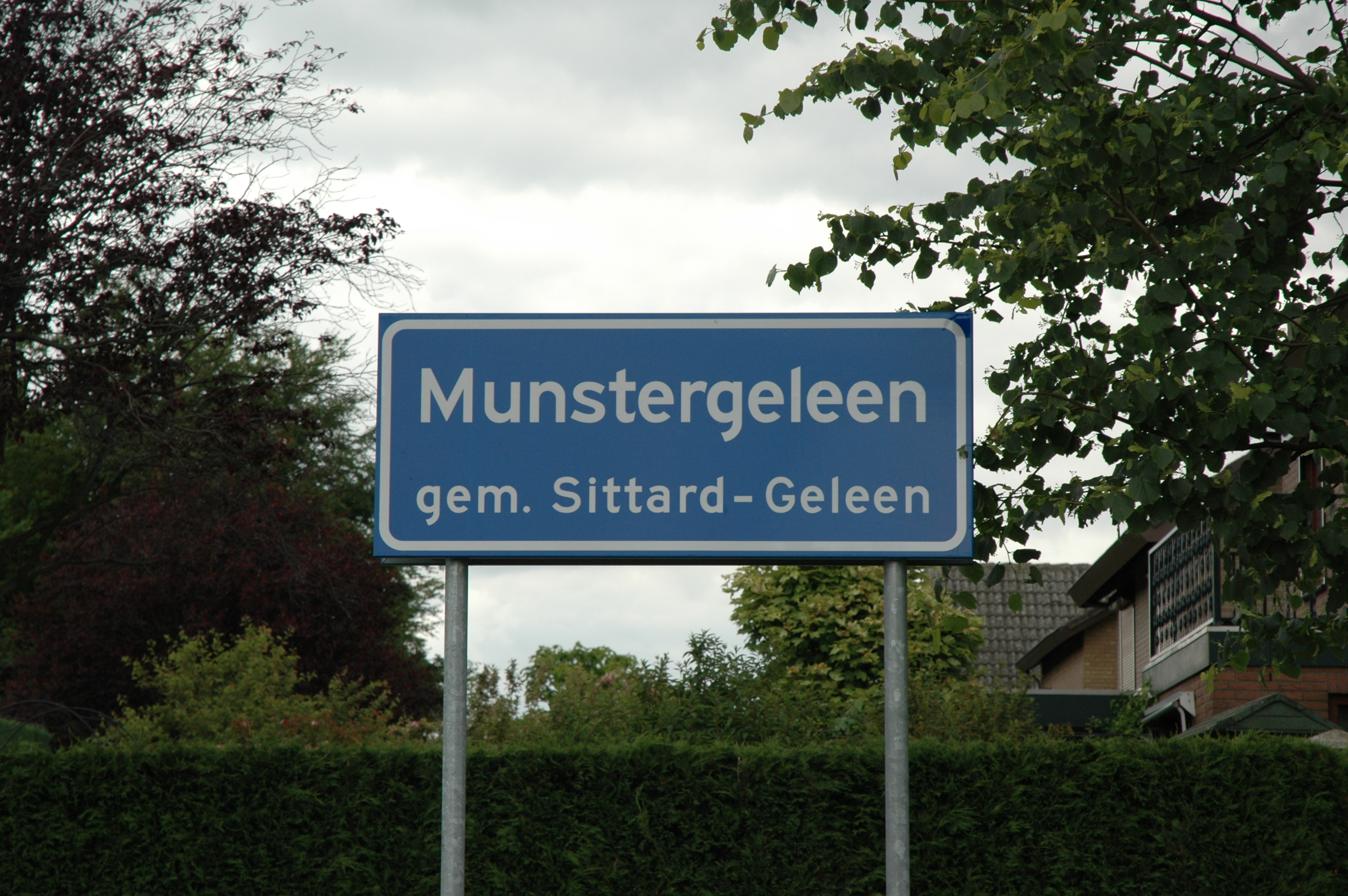
Niederlande
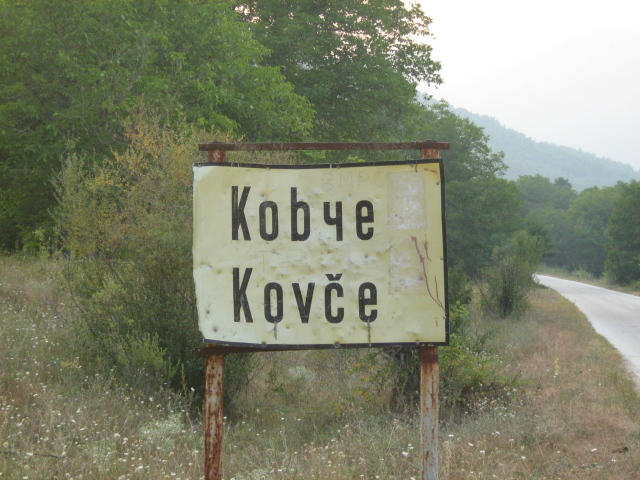
Nordmazedonien
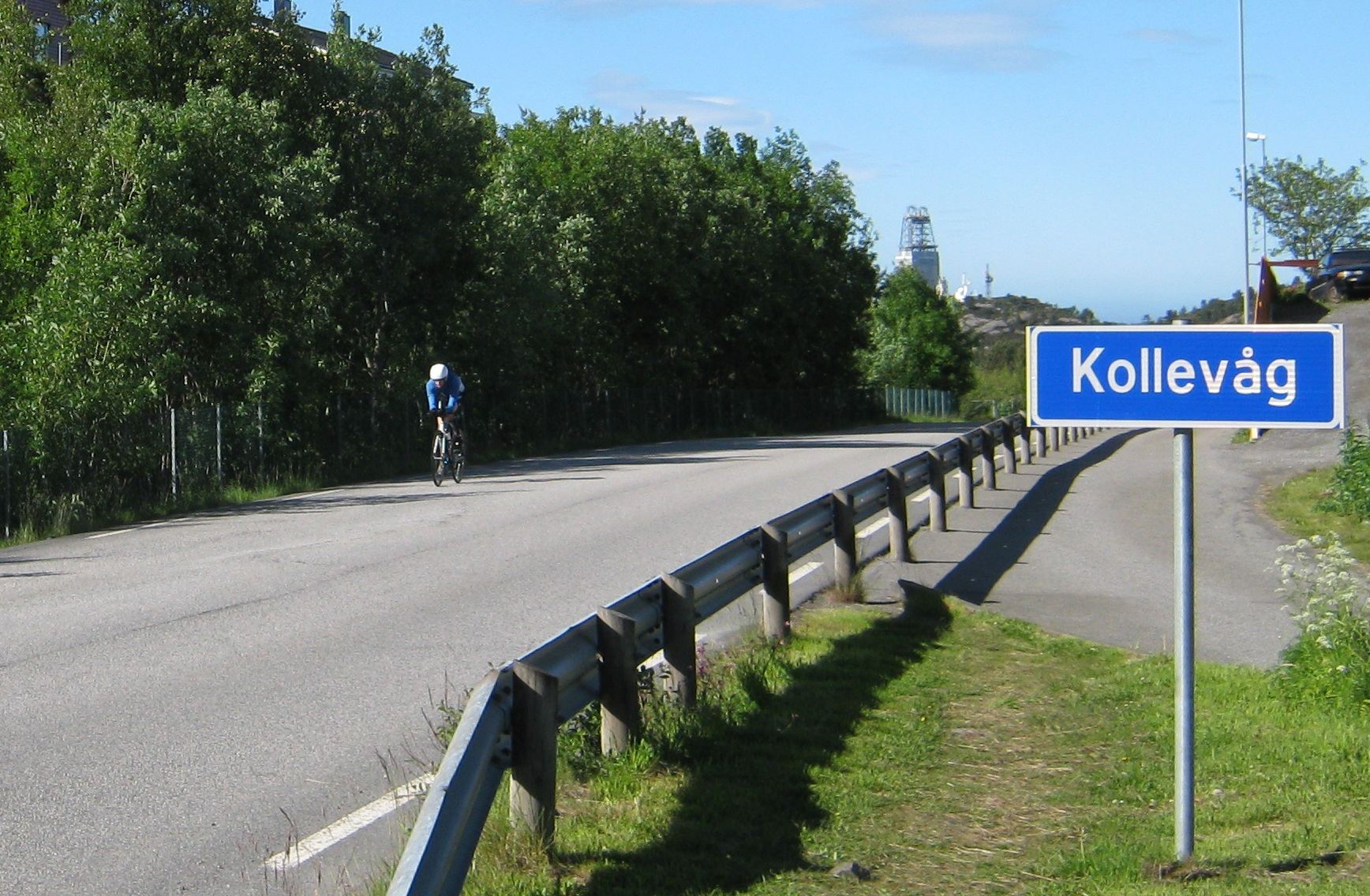
Norwegen
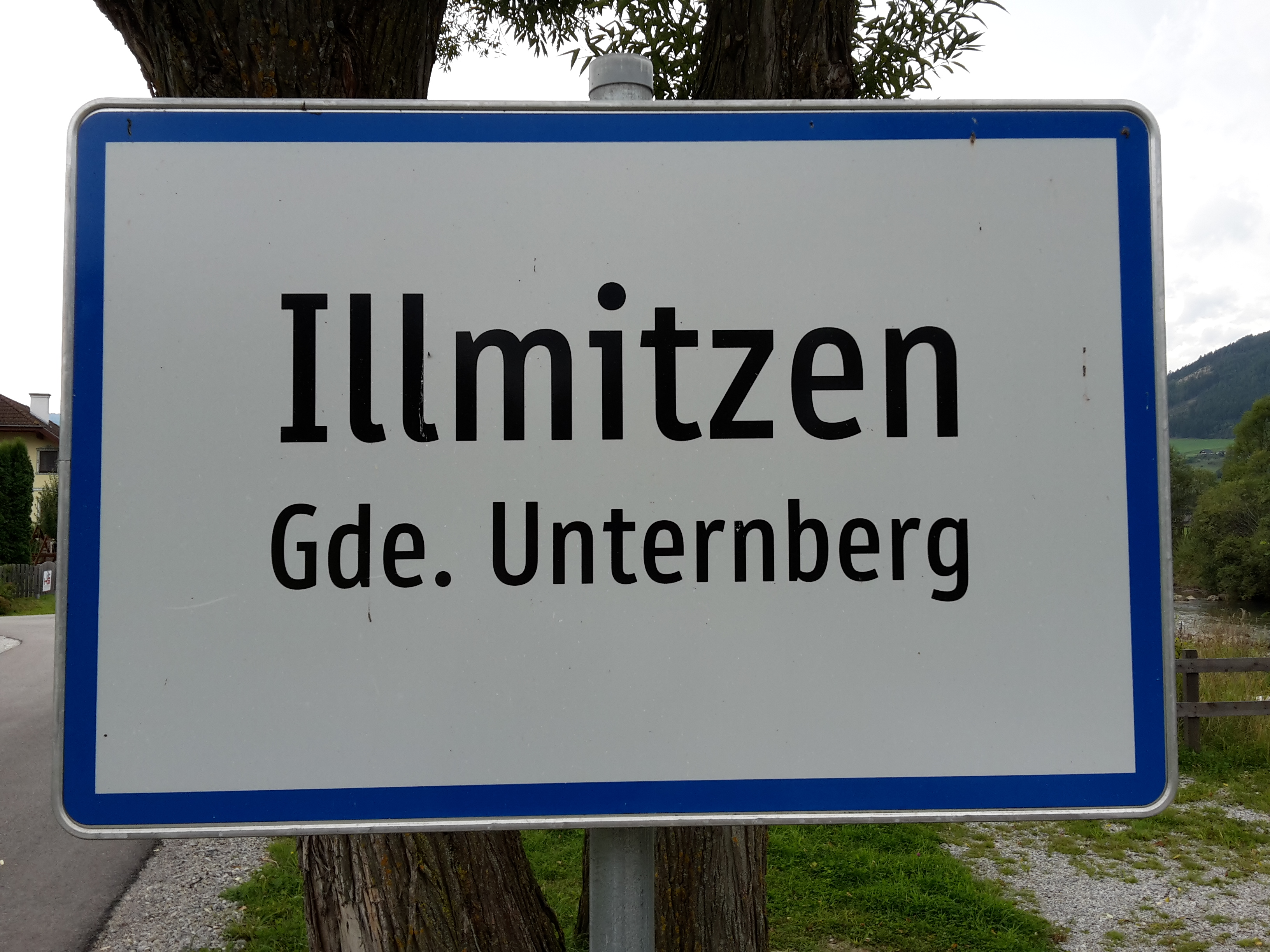
Österreich
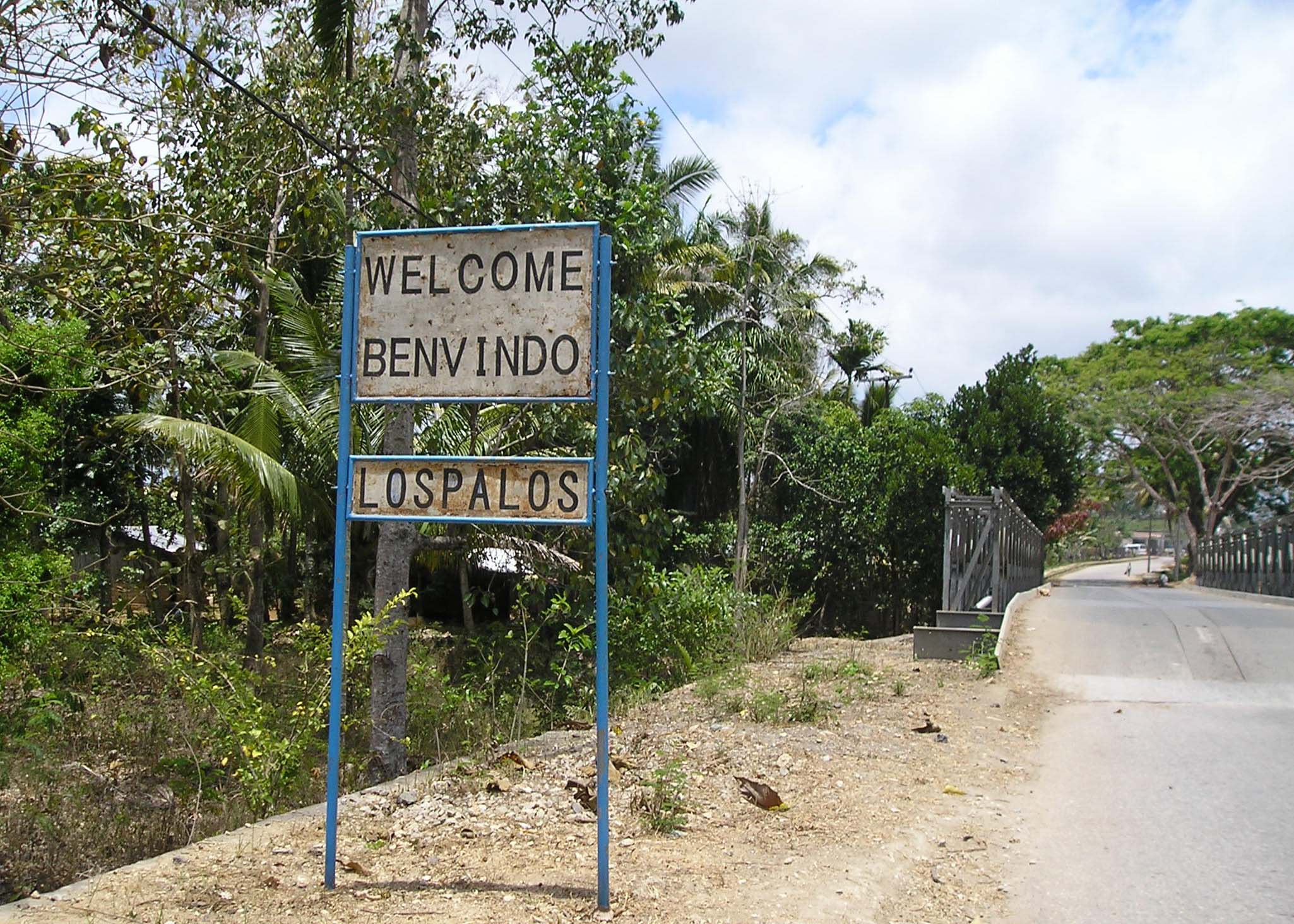
Osttimor / Timor-Leste
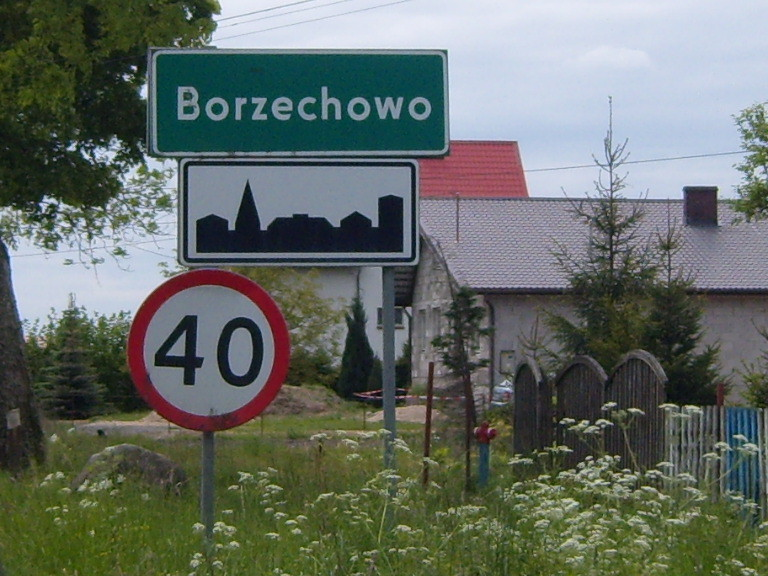
Polen
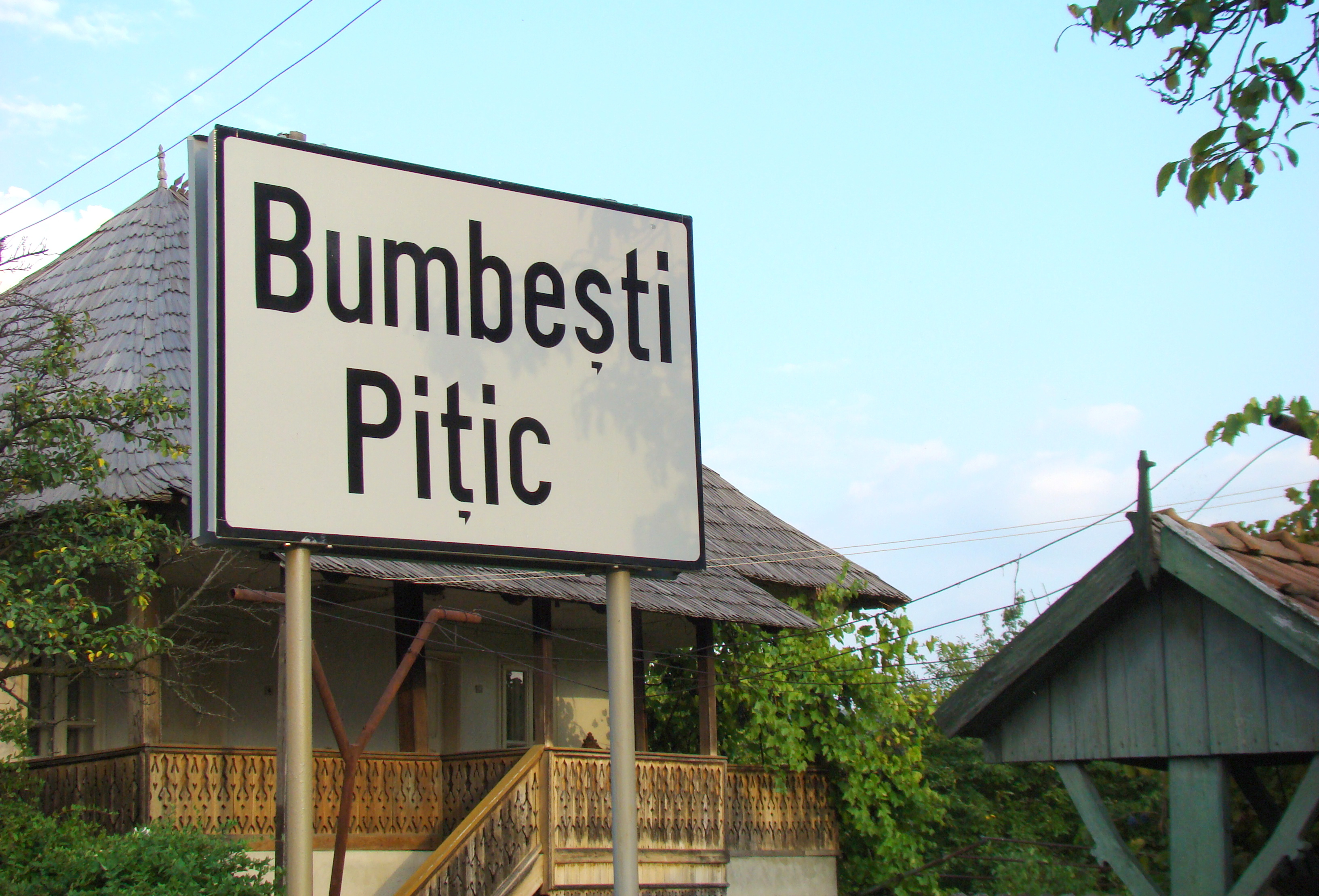
Rumänien
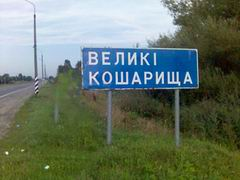
Russland
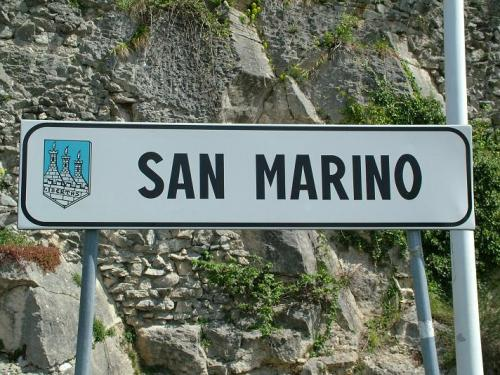
San Marino
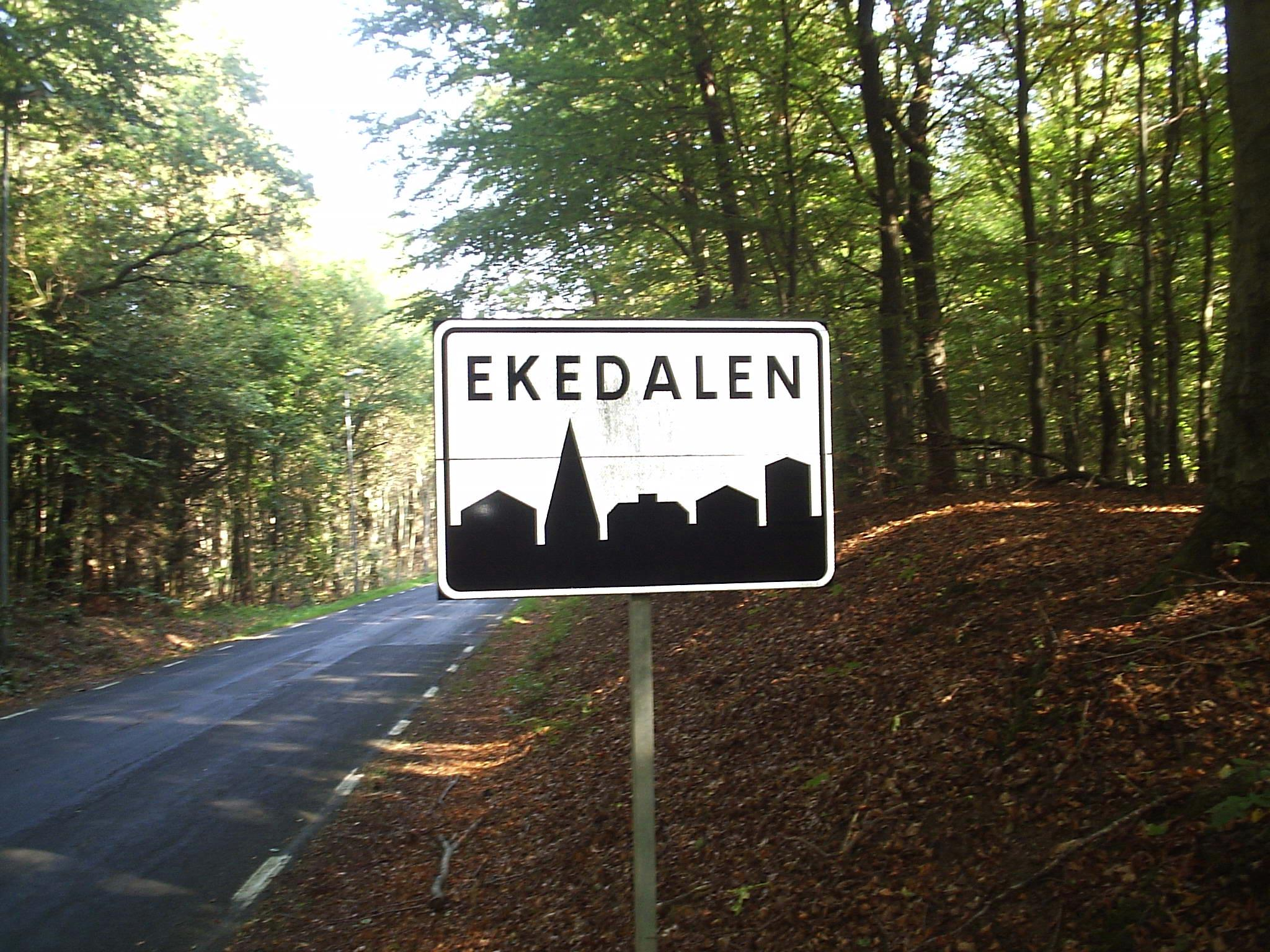
Schweden
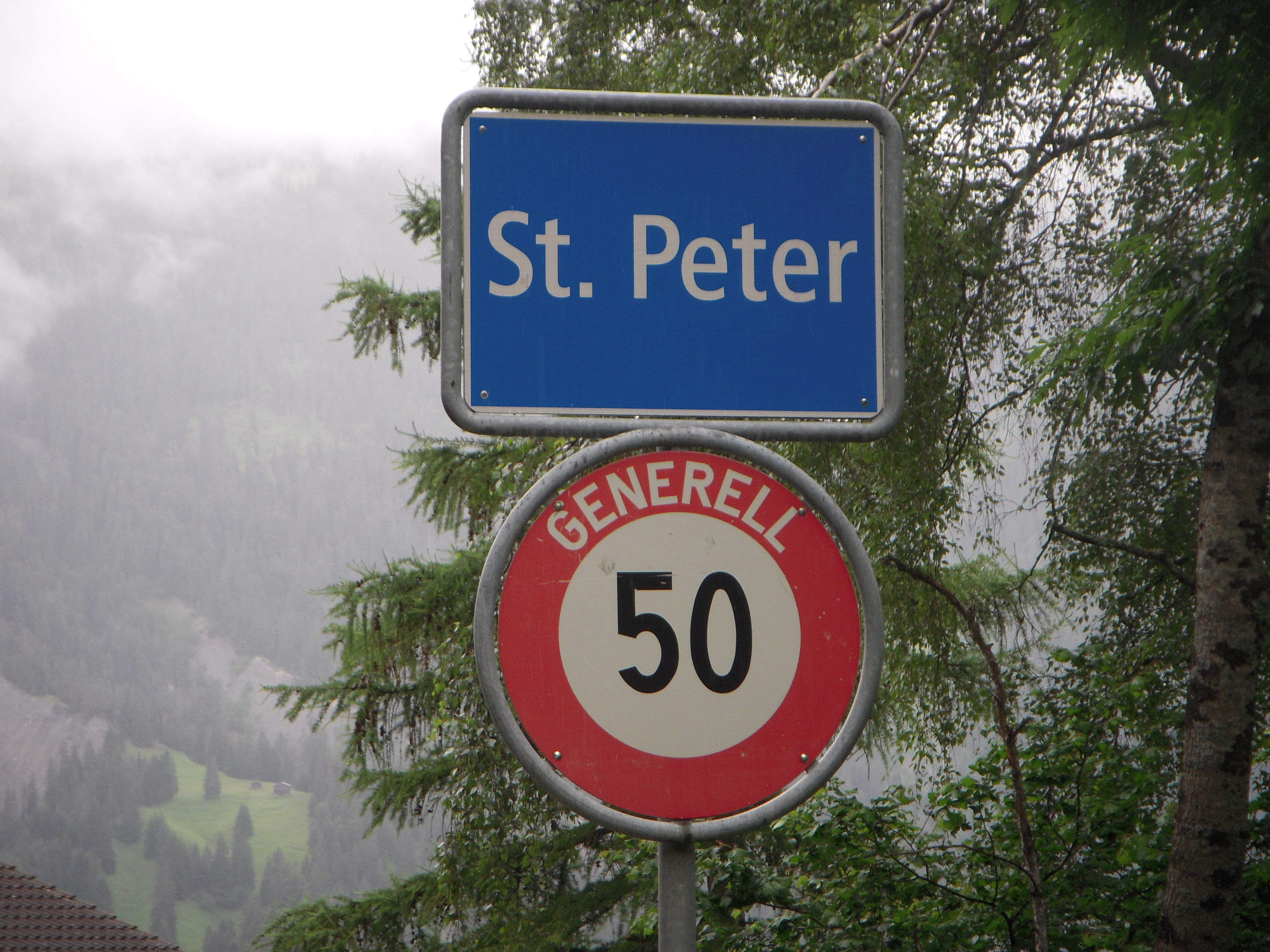
Schweiz
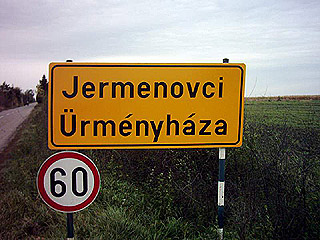
Serbien
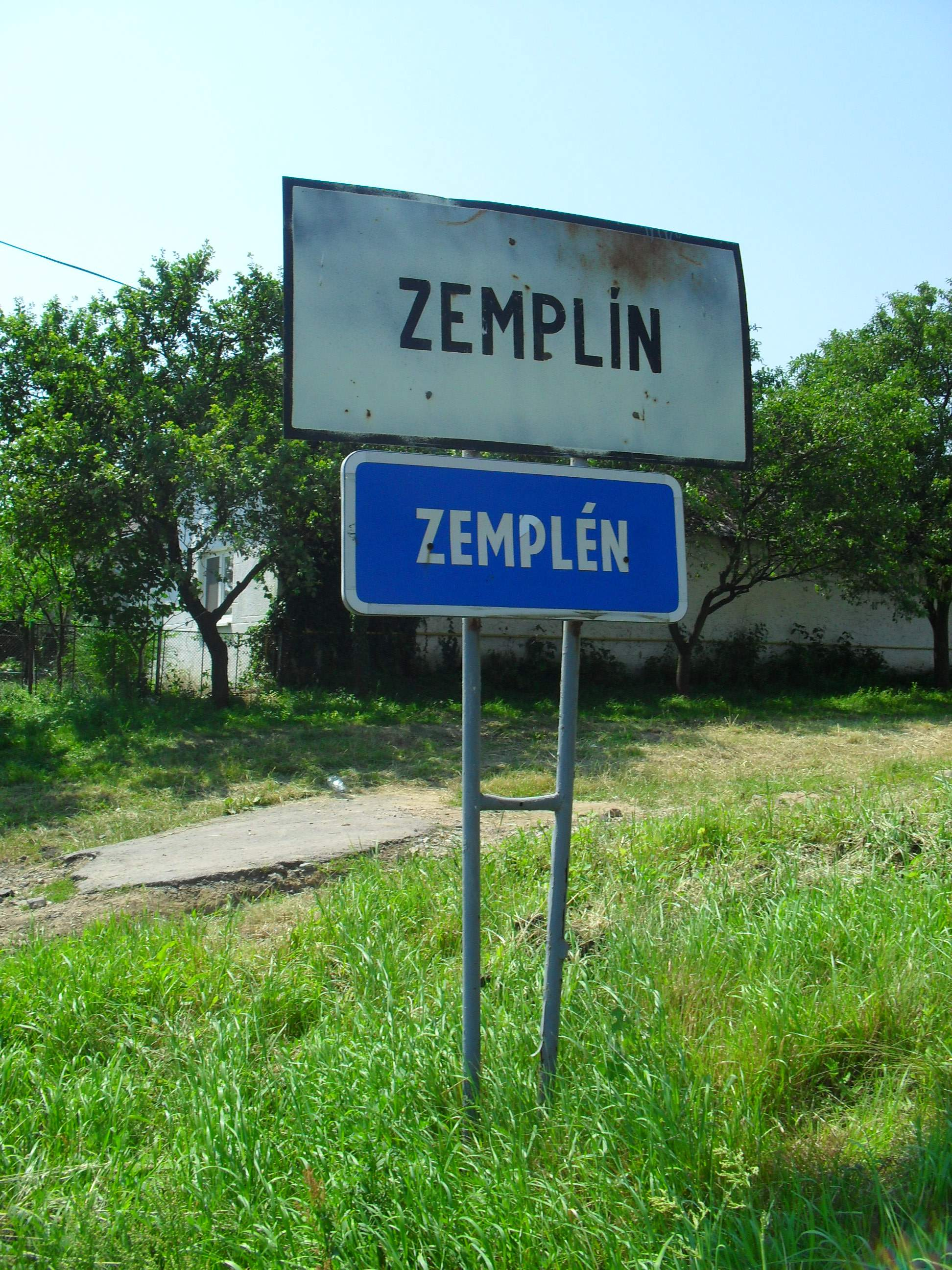
Slowakei
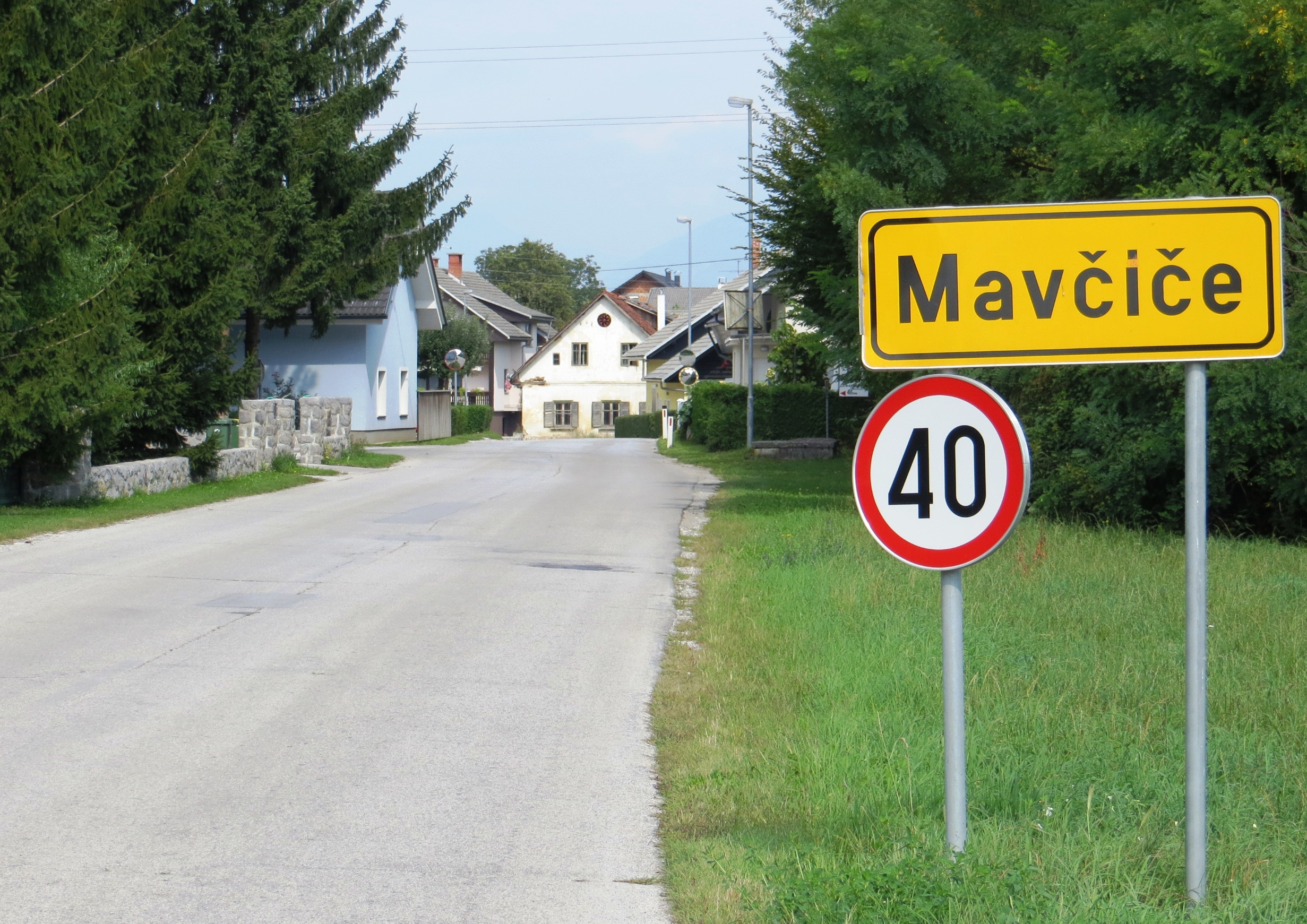
Slowenien
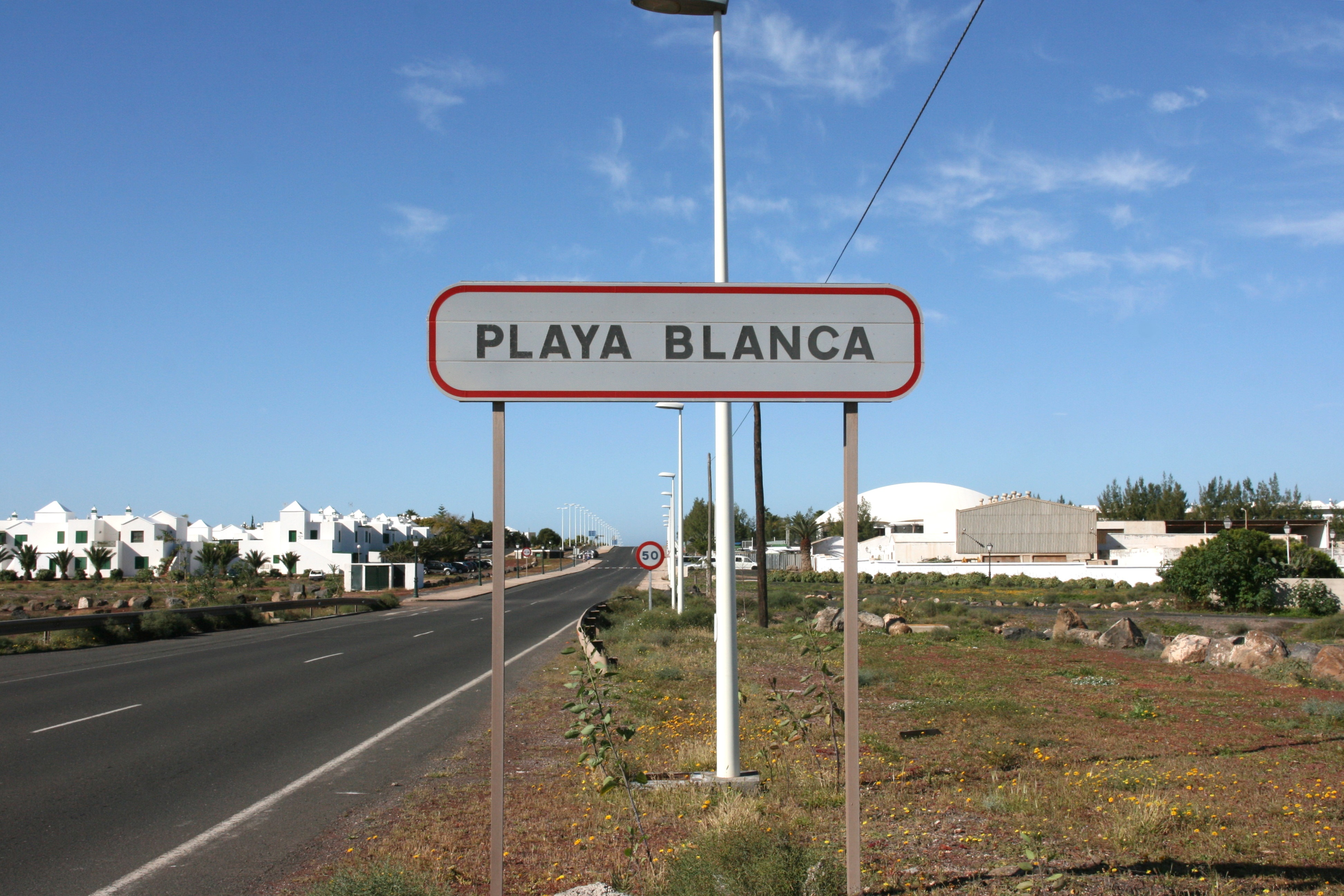
Spanien
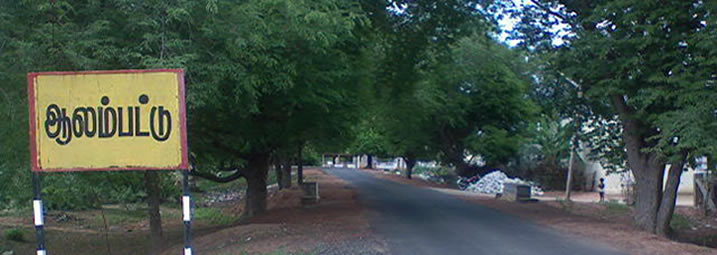
Sri Lanka
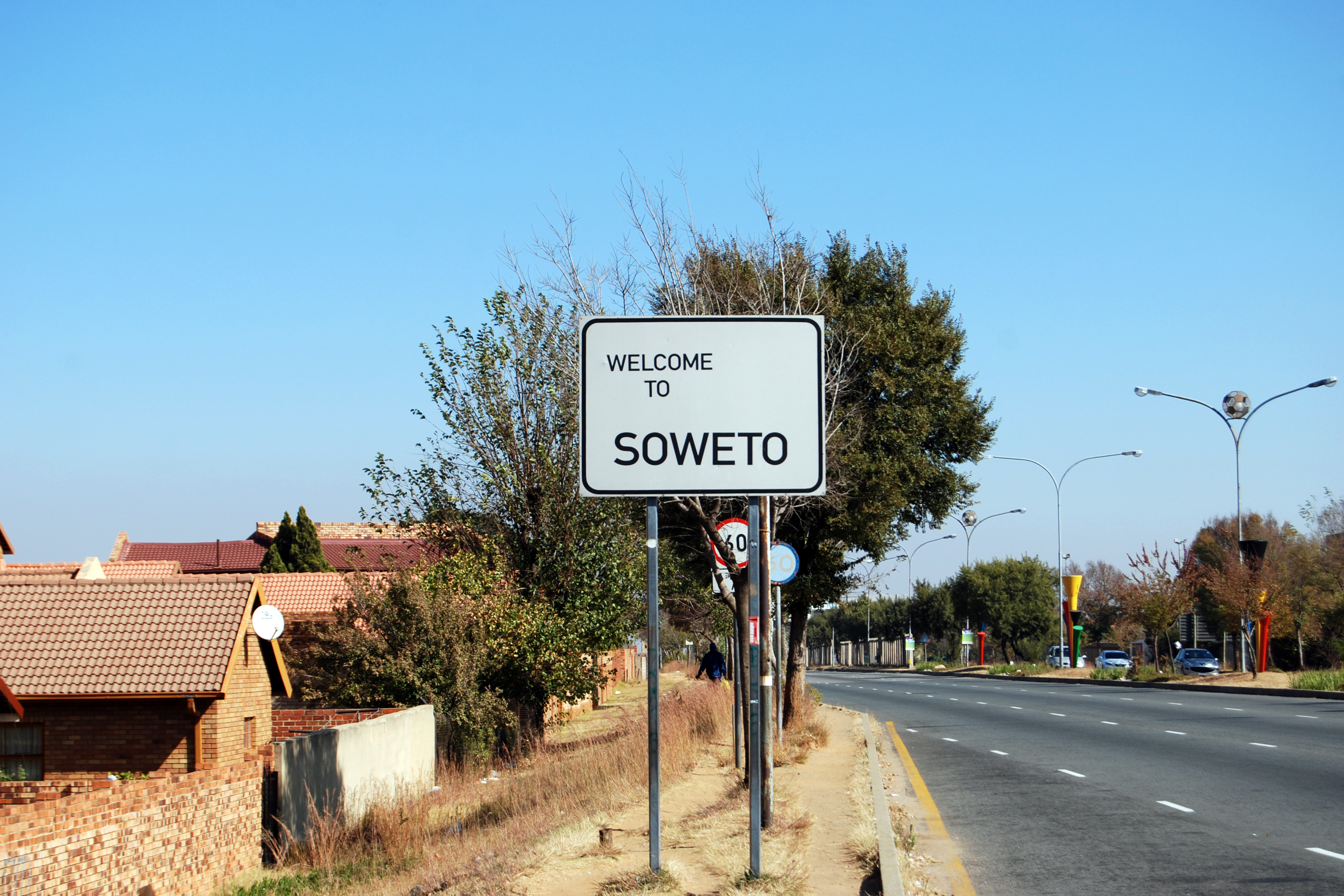
Südafrika
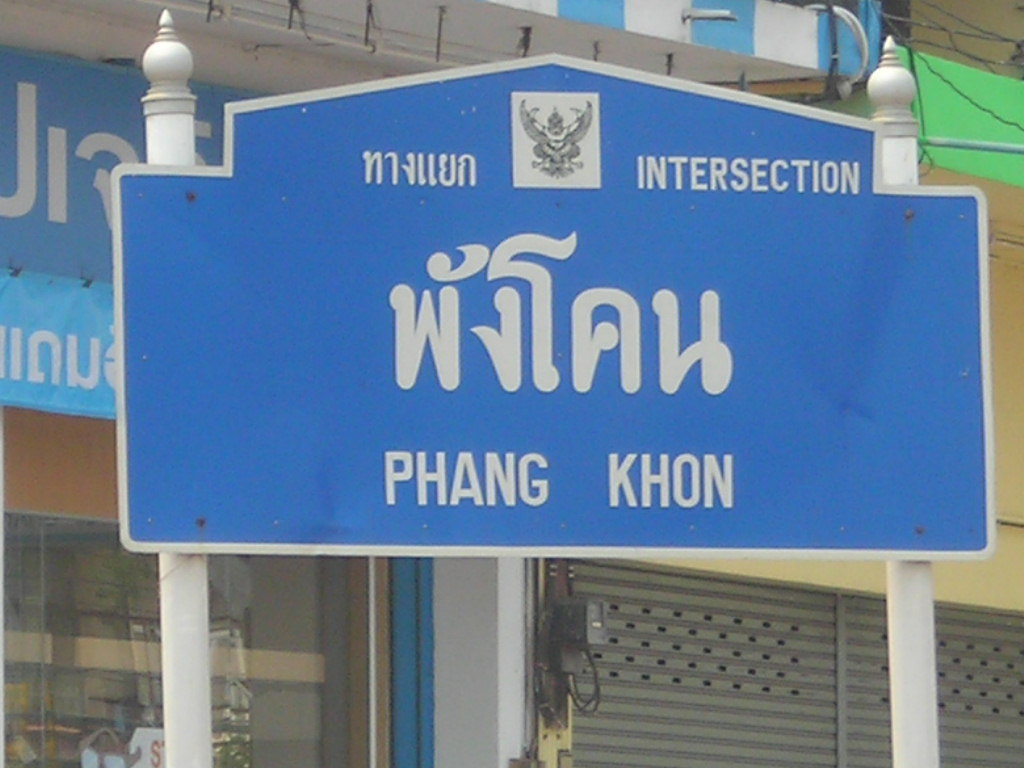
Thailand
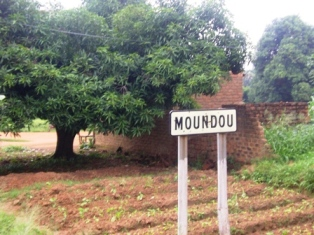
Tschad
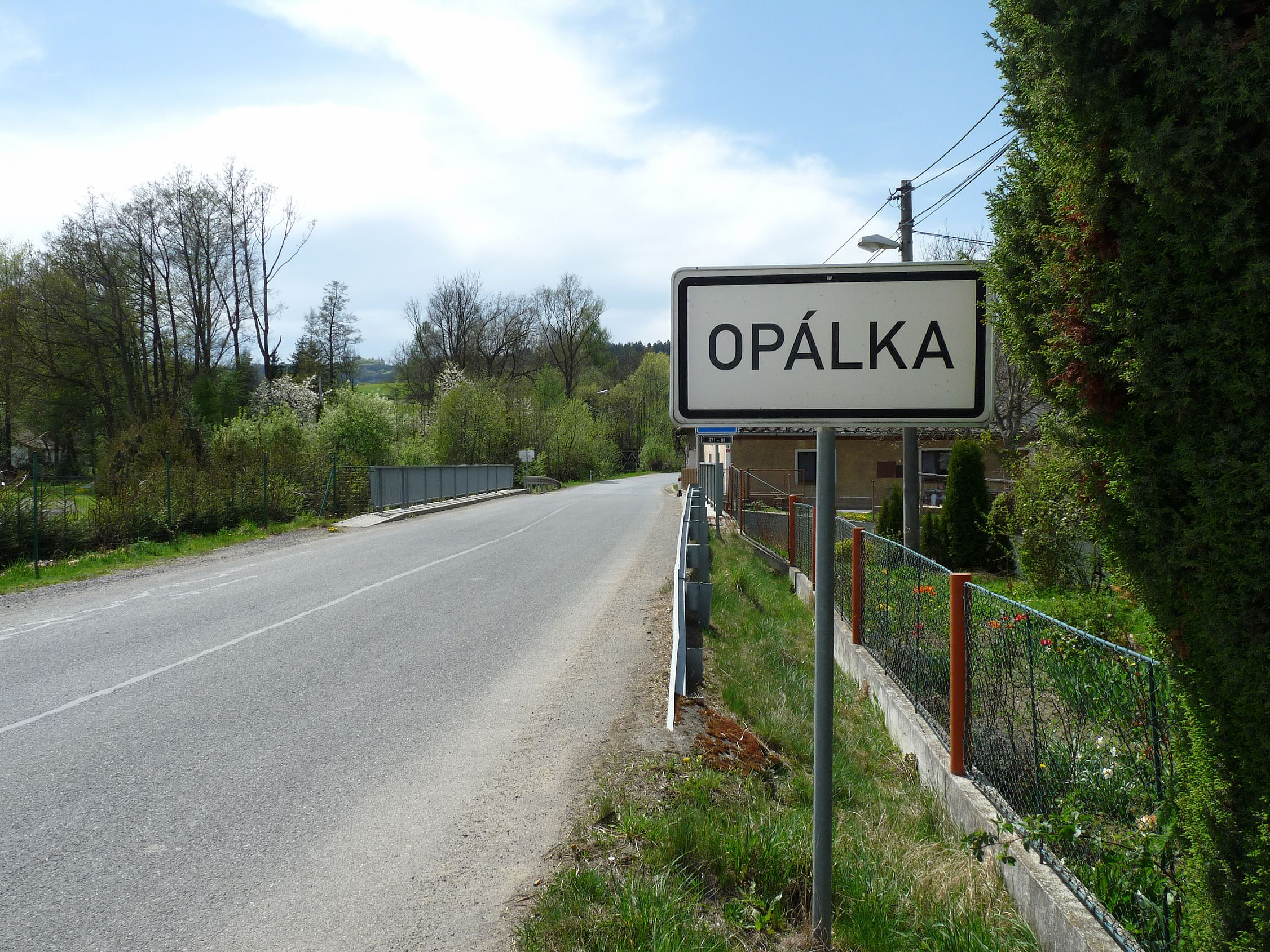
Tschechien
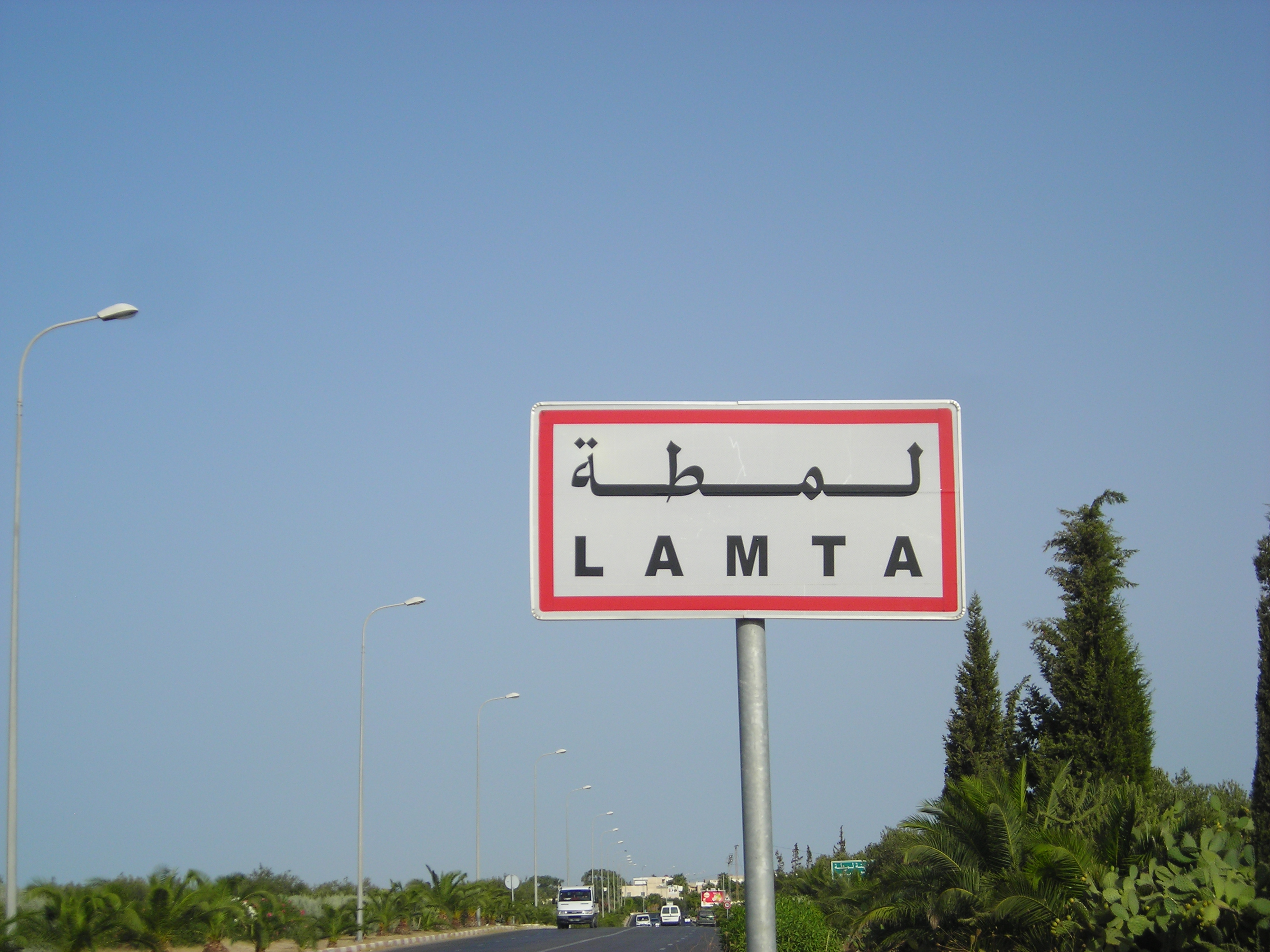
Tunesien
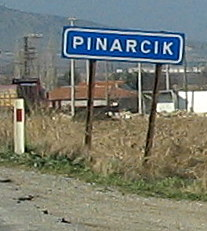
Türkei
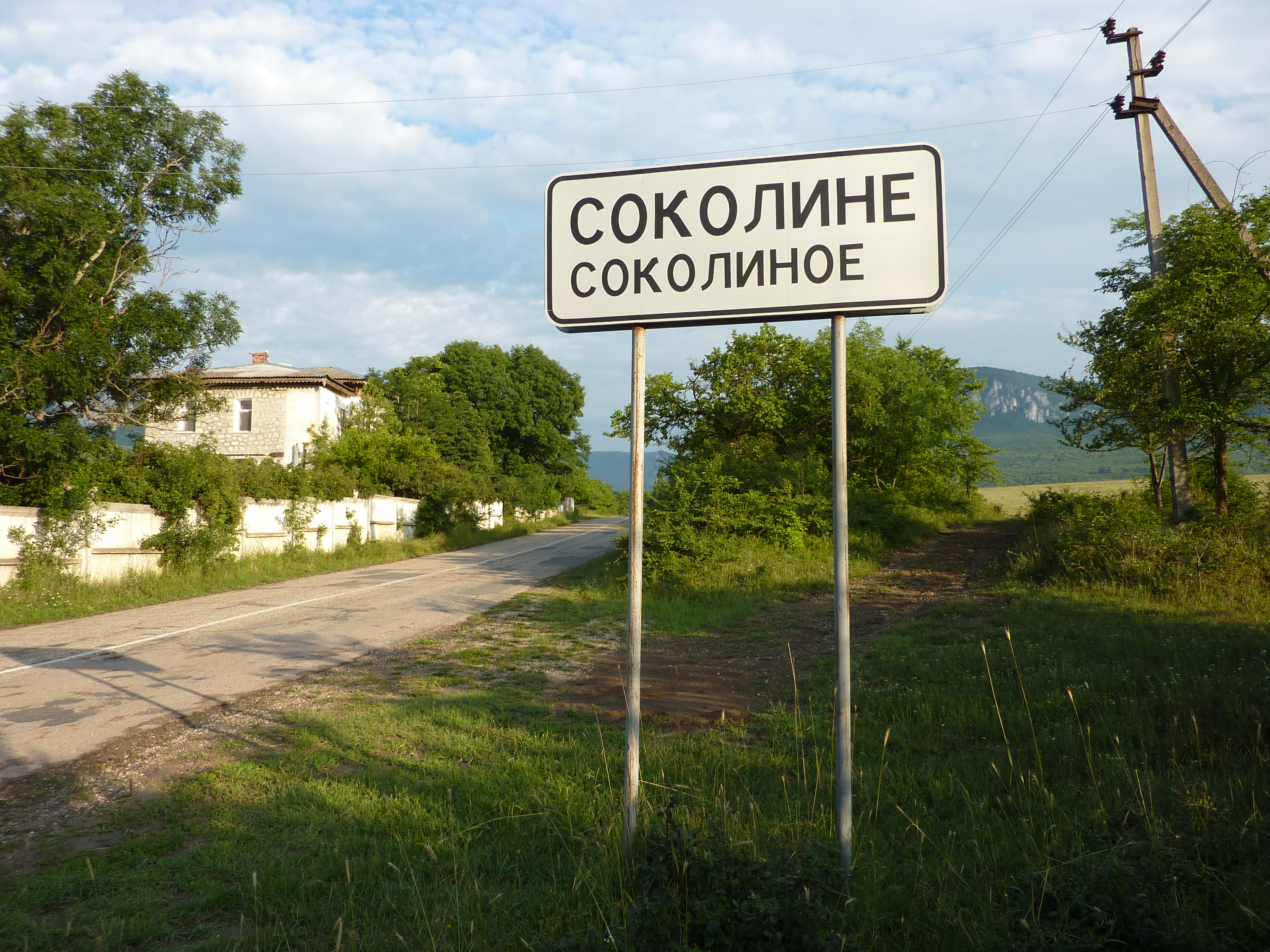
Ukraine
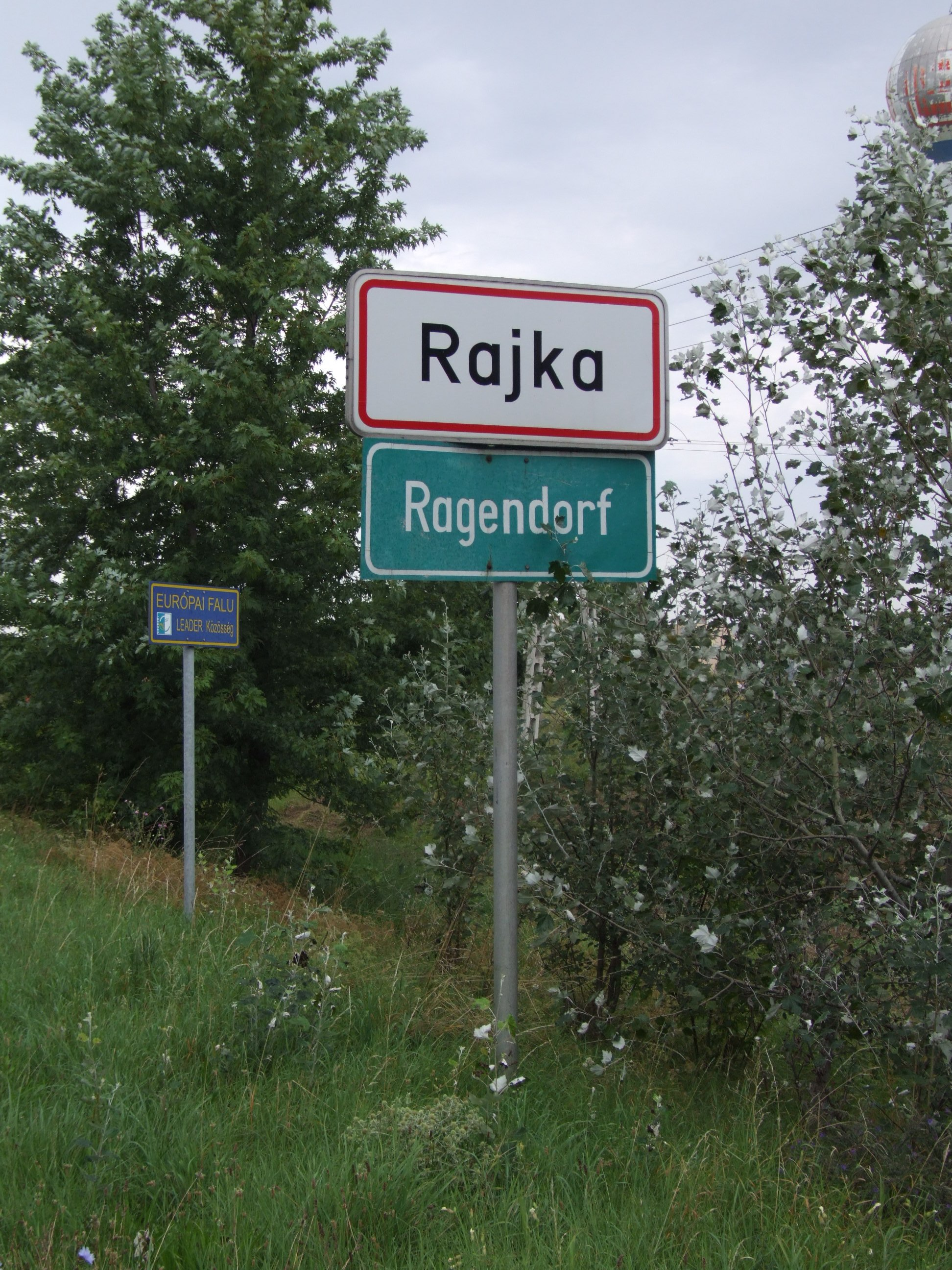
Ungarn
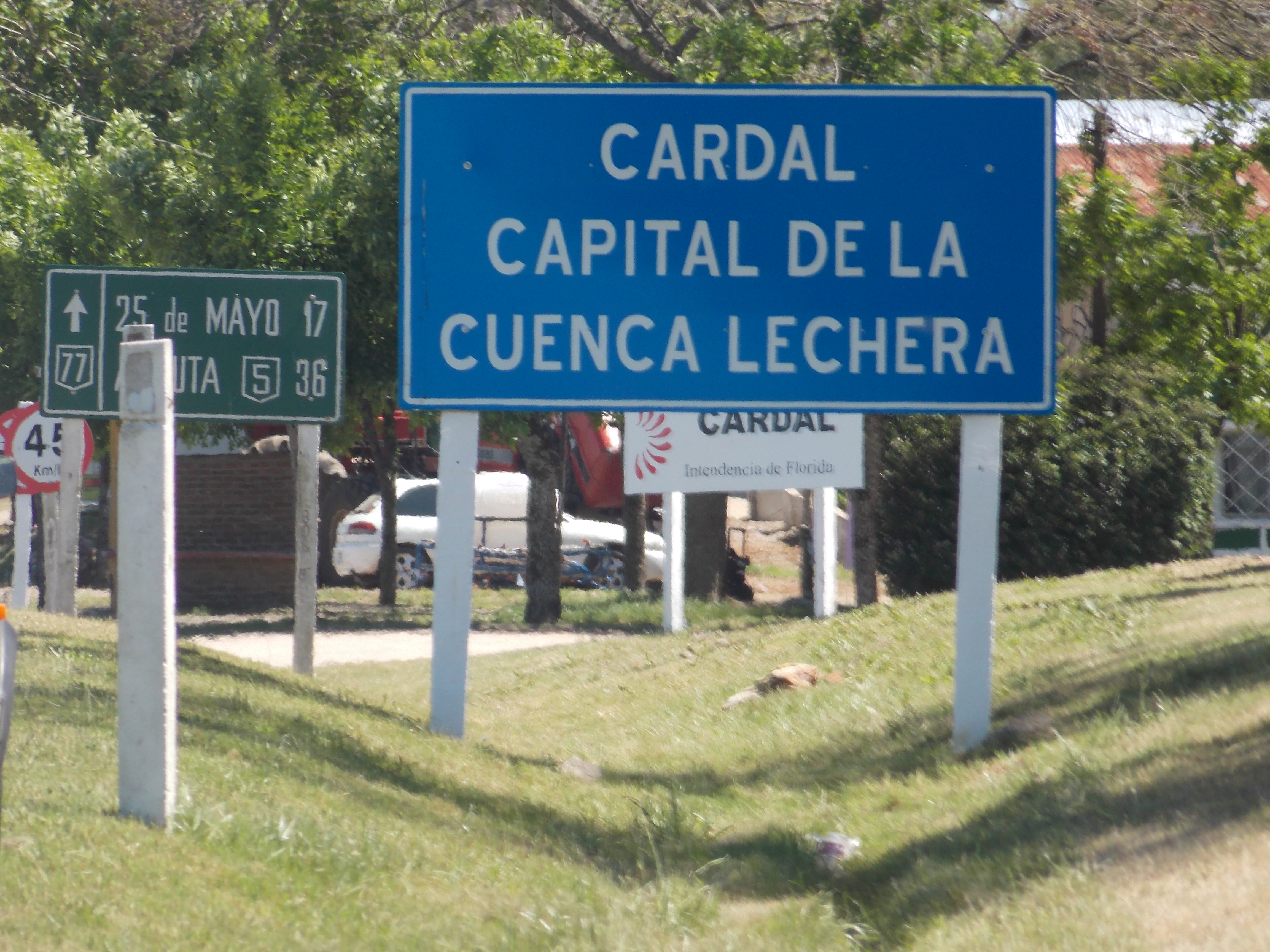
Uruguay
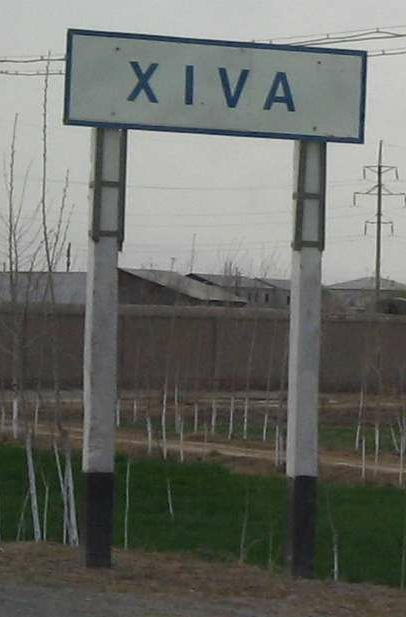
Usbekistan
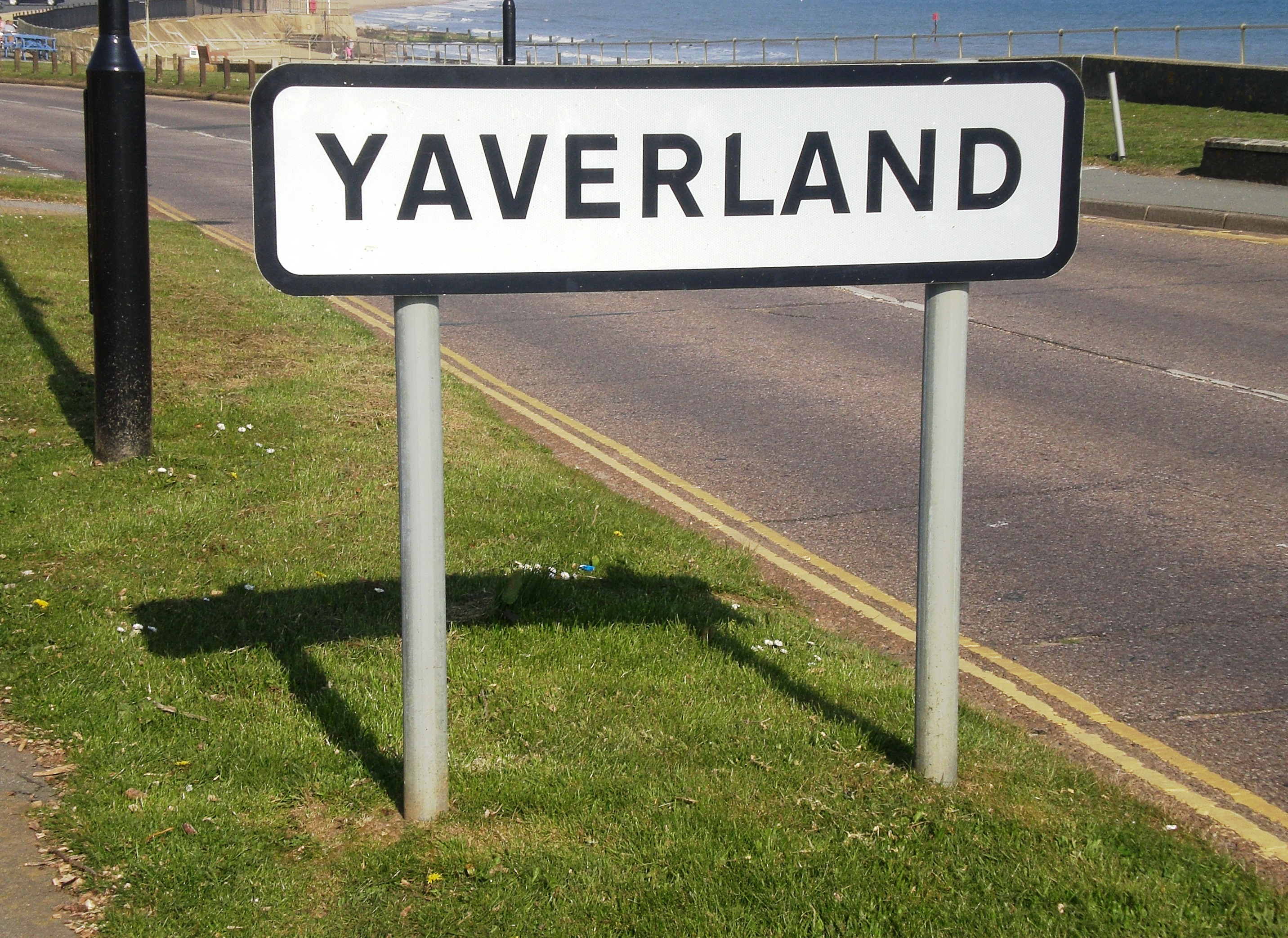
Vereinigtes Königreich
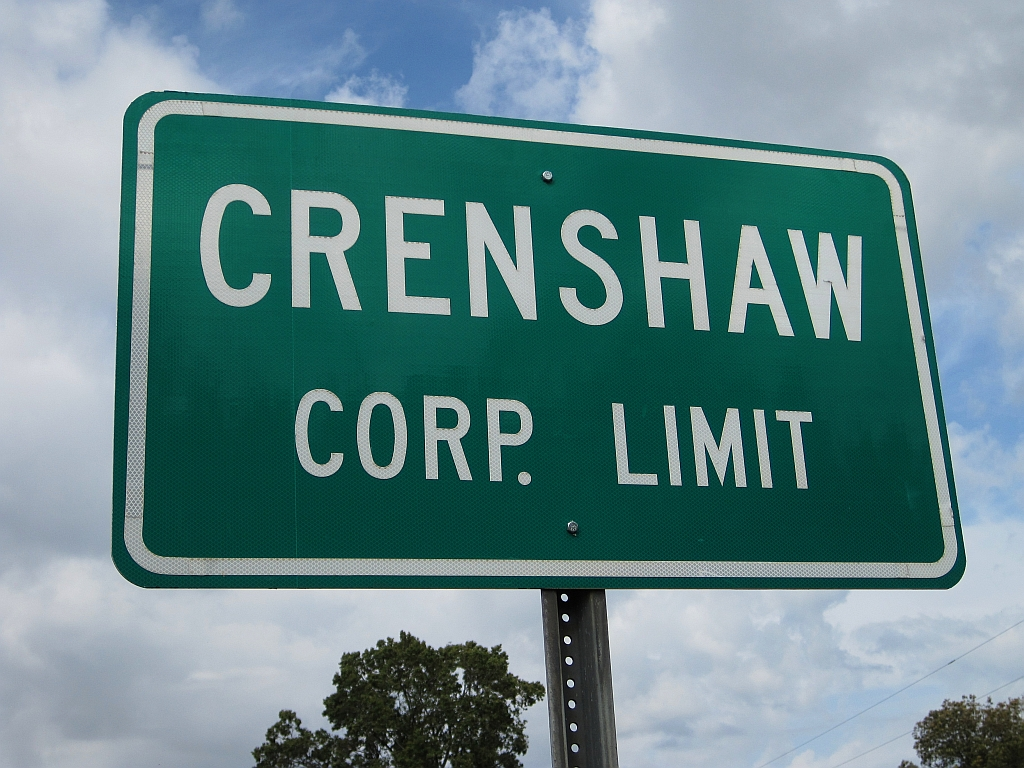
Vereinigte Staaten
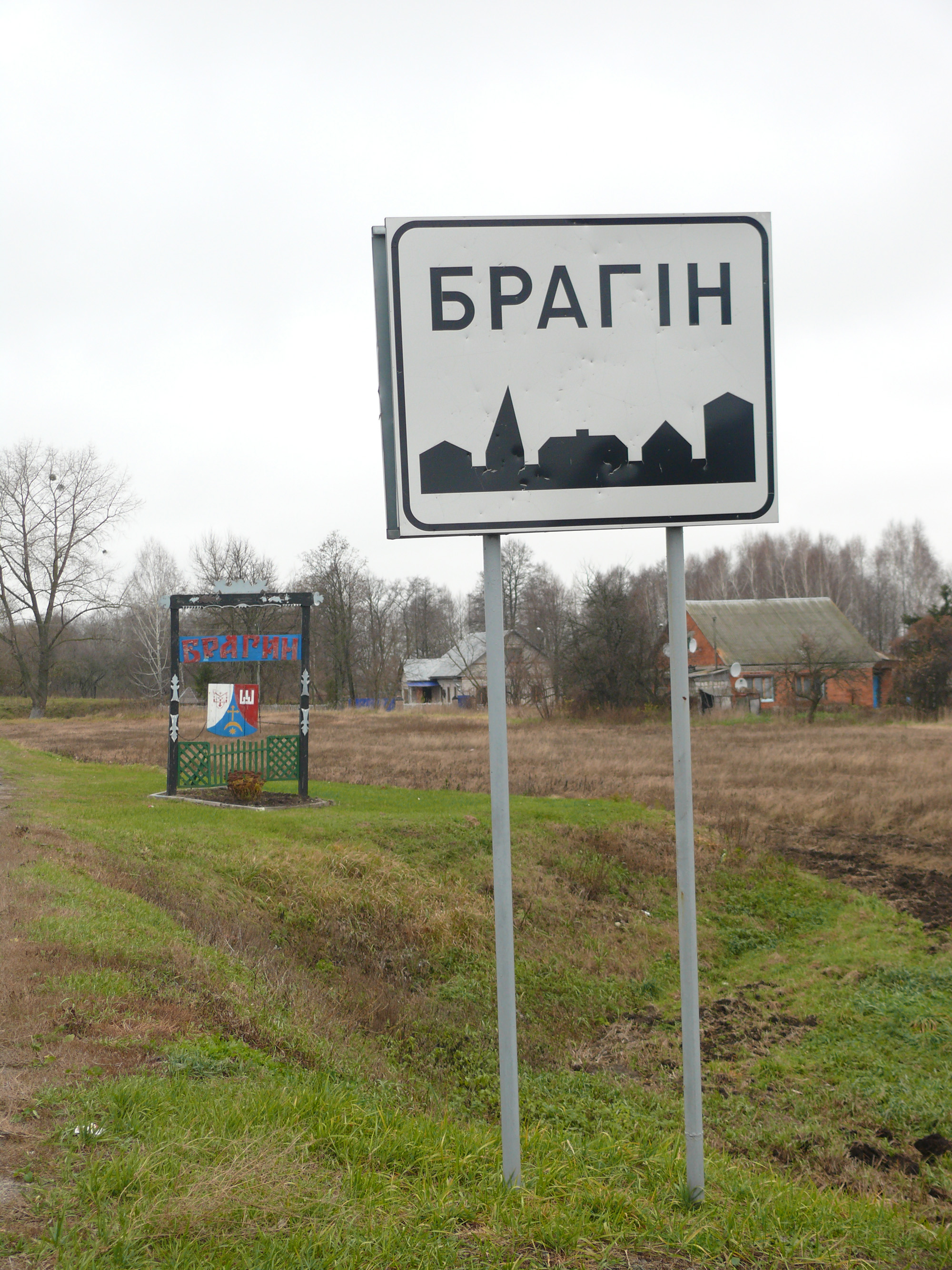
Weiß- russland
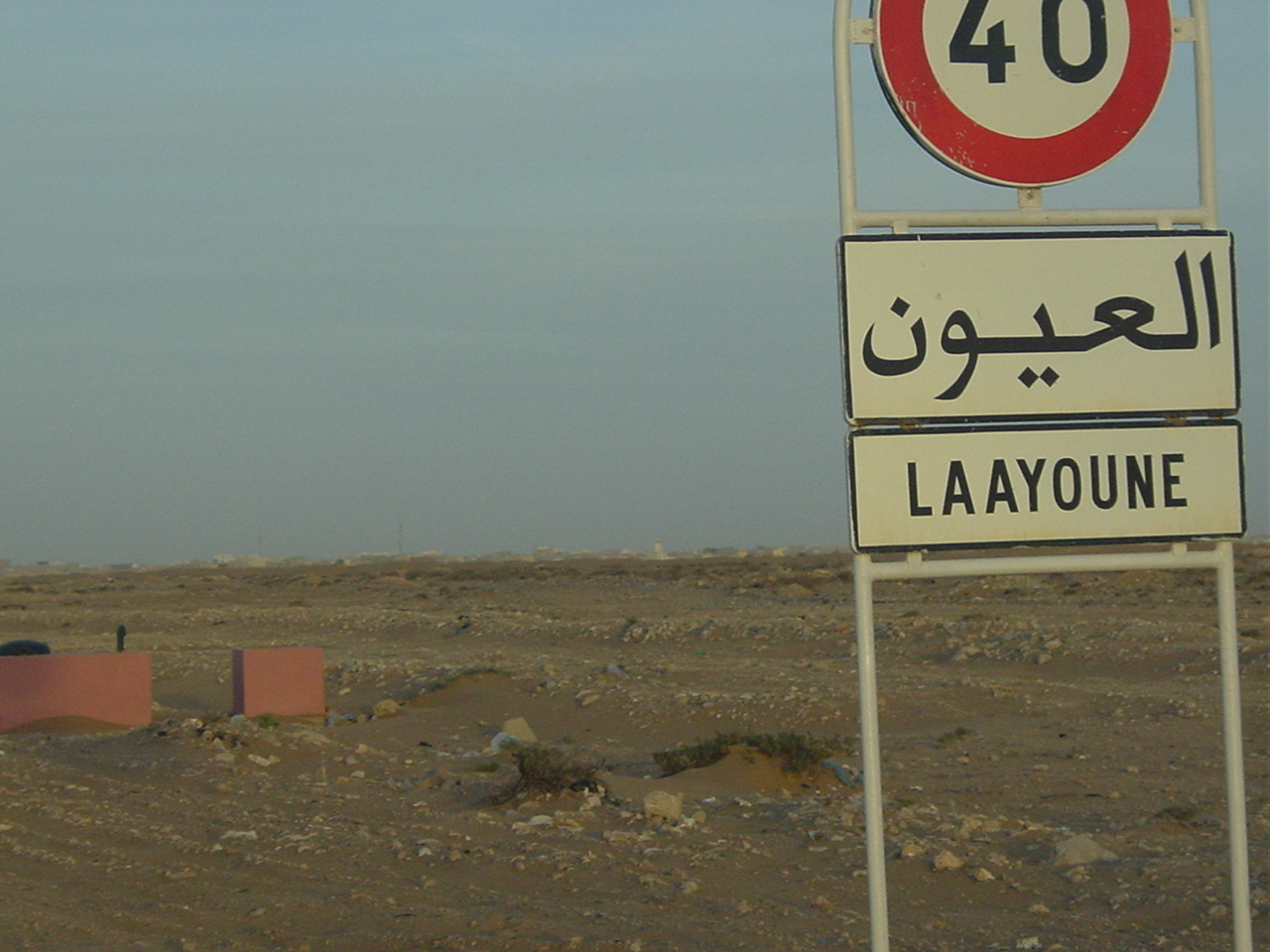
Westsahara
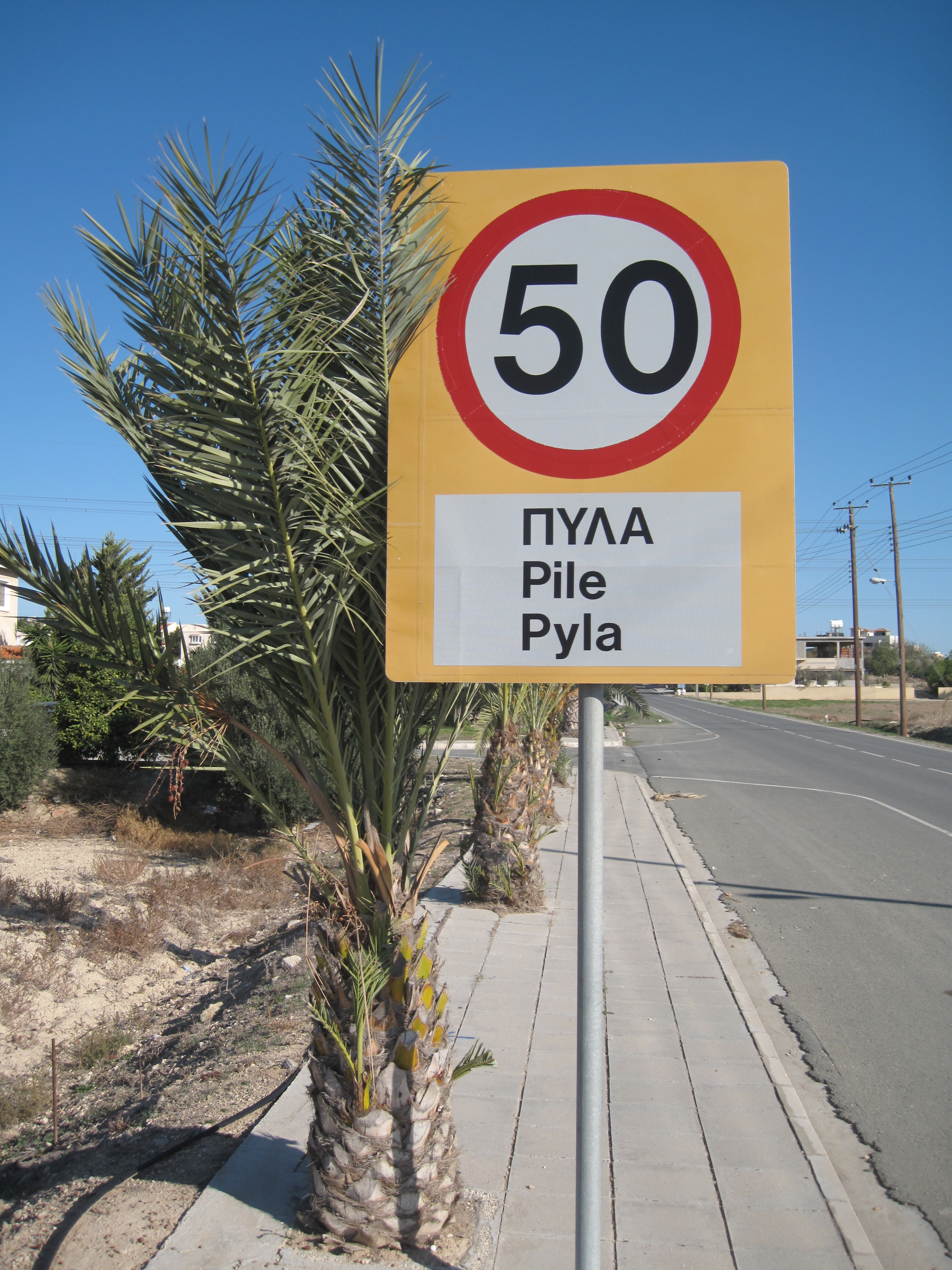
Zypern